# La Horde sauvage (film, 1969)
Vous lisez un « article de qualité » labellisé en 2014.
Cet article concerne le film de Sam Peckinpah. Pour le film de Joseph Kane, voir La Horde sauvage (film, 1956).
Pour les articles homonymes, voir The Wild Bunch.
Pour plus de détails, voir Fiche technique et Distribution.
La Horde sauvage (The Wild Bunch) est un film américain réalisé par Sam Peckinpah et sorti en 1969. Ce western met notamment en scène William Holden, Ernest Borgnine, Robert Ryan, Edmond O'Brien, Warren Oates, Jaime Sánchez et Ben Johnson.
Le film met en scène un groupe de hors-la-loi, menés par Pike Bishop, qui attaquent les bureaux d'une compagnie de chemins de fer avant de s'enfuir dans un Mexique en pleine révolution. Mais l'ancien frère d'armes de Pike, Deke Thornton, n'a d'autre choix que de les traquer. Il doit les tuer s'il veut pouvoir lui-même retrouver la liberté.
Le film, dont l'action se déroule sur la frontière entre le Texas et le Mexique, relate les derniers jours d'une horde de bandits tentant d'exister dans un monde moderne qui ne leur correspond plus. Controversé à cause de sa violence, il est célèbre pour sa mise en scène très dynamique et complexe, utilisant des effets de multi-angle, des plans très courts et des ralentis alors révolutionnaires en 1969.
Présenté par Sam Peckinpah comme étant « simplement ce qui arrive quand des tueurs se rendent au Mexique », La Horde sauvage fait en réalité écho aux images de la guerre du Viêt Nam qui divise alors l'Amérique. C'est une épopée de la défaite et de toutes les valeurs, y compris religieuses. À partir d'un scénario de western, Peckinpah dépeint un monde pessimiste et immoral, où le progrès s'avère destructeur, et dont la violence n'épargne rien ni personne, pas même les enfants.
Le film obtient plusieurs distinctions, dont deux nominations aux Oscars en 1970 et une pour Sam Peckinpah aux Directors Guild of America Awards. La valeur patrimoniale de La Horde sauvage est reconnue à partir de la fin des années 1990, lorsque l'œuvre est ajoutée au National Film Registry pour être conservée à la bibliothèque du Congrès, ou lorsqu'elle est mentionnée dans plusieurs classements des meilleurs films de l'histoire du cinéma.
Initialement amputé par la MPAA qui trouve le film trop violent, puis à nouveau par les distributeurs, à sa sortie en salles, car jugé trop long, La Horde sauvage est disponible depuis 1995 en DVD et en Blu-ray, dans une version plus proche de celle voulue par Peckinpah.

## Synopsis
1913, États-Unis, Texas. Déguisés en soldats, Pike Bishop (William Holden) et sa bande de hors-la-loi – son bras droit Dutch (Ernest Borgnine), les frères Lyle (Warren Oates) et Tector Gorch (Ben Johnson), Angel (Jaime Sánchez), Clarence « Crazy » Lee (Bo Hopkins) et Buck (Rayford Barnes) – cherchent à s'emparer de la paie des ouvriers du chemin de fer dans la ville frontalière de Starbuck. Ils croisent sur leur chemin une bande d'enfants qui s'amusent de la mort de scorpions qu'ils ont confrontés à des fourmis rouges.

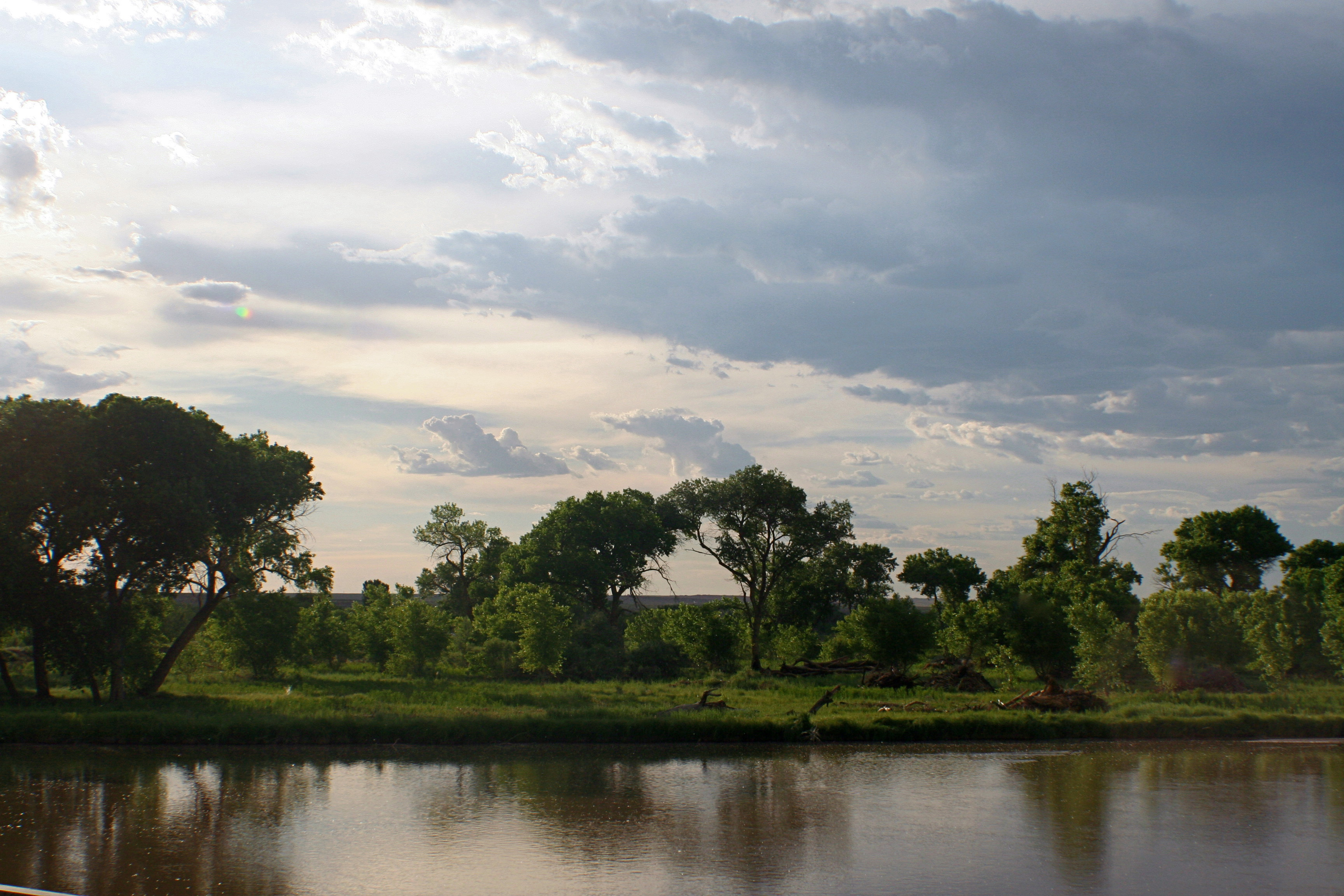
La horde s'enfuit au Mexique en traversant le Rio Grande.

En ville, la bande tombe dans le piège que leur a tendu Harrigan (Albert Dekker), le dirigeant de la Compagnie de chemins de fer. Celui-ci a condamné Deke Thornton (Robert Ryan), l'ancien frère d'armes de Pike, à prendre la tête d'une bande de chasseurs de primes pour tuer ses anciens compagnons, sous peine de retourner en prison dans les 30 jours (un flashback le montre en prison, subissant des coups de fouet). Les hors-la-loi réussissent à prendre la fuite dans un bain de sang, en profitant d'un défilé de la Ligue de tempérance. Le massacre est provoqué en grande partie par les chasseurs de primes à la solde de Harrigan, qui tuent même des civils. Pike abandonne sur place « Crazy » Lee, qui est abattu un peu plus tard par Harrigan, et doit lui-même achever Buck, aveuglé par une blessure au visage.
Cependant, Deke et ses chasseurs de primes sont sur leurs traces. Pike et ses hommes s'enfuient au Mexique en traversant le Rio Grande. Une fois à l'abri, ils retrouvent le membre le plus âgé de la bande, Sykes (Edmond O'Brien). Les frères Gorch contestent la part du vieil homme et celle d'Angel. La tension monte, provoquant une impasse mexicaine, mais la bande constate que leur « butin » n'est constitué que de rondelles de métal sans valeur. Leur déception est vite chassée par l'alcool et les blagues grossières. Le soir, autour d'un feu de camp, Pike et Dutch discutent de leur absence d'avenir pendant qu'Angel joue doucement de la guitare. Un souvenir commun à Pike et à Deke montre que les deux hommes sont autrefois tombés dans une embuscade dans un bordel, mais que Pike s'est enfui en abandonnant son compagnon.
Le lendemain, ils repartent et Sykes, voulant les guider, fait tomber les hommes et leurs chevaux dans une dune. Furieux, Tector veut abattre le vieil homme, mais Pike l'en empêche. Lorsque ce dernier remonte à cheval, son étrivière casse et il chute lourdement. Souffrant de la jambe à cause d'une vieille blessure, il se remet difficilement en selle, sous le rire goguenard des frères Gorch. Heureux que Pike ait pris sa défense, le vieux Sykes vient discuter avec lui et lui apprend incidemment que « Crazy » Lee était son petit-fils. Pike cache son trouble, lui demandant pourquoi il ne lui avait jamais parlé de cette parenté. Devant l'insistance de Sykes, Pike, évoquant le hold-up raté, dit de manière lapidaire que le jeune homme a « été bien », sans indiquer son rôle dans sa mort. La bande arrive au village d'Angel, le seul Mexicain parmi eux. Le doyen du village, Don José (Chano Urueta), apprend à Angel que son père a été pendu par le « général » Mapache (Emilio Fernández), un tyran local à la tête d'une armée de fédéraux. Mapache a pillé le village et séduit Teresa (Sonia Amelia), la fiancée d'Angel. Le jeune homme noie son chagrin dans l'alcool et fomente des projets de vengeance que Pike tente de désamorcer. Pendant ce temps, le village accueille les membres de la horde comme des héros lors d'une grande fête. Même les brutaux frères Gorch jouent gentiment avec une jeune fille. Le lendemain, le départ de la horde est salué par un chant d'adieu des villageois et la remise de petits cadeaux.
La bande se rend au repaire de Mapache, dans la ville d'Agua Verde. Ils voient arriver le général en automobile, au grand étonnement de toute la horde, qui ne connaissait pas ce moyen de locomotion. Un peu plus tard, Angel retrouve sa fiancée, qui le repousse en riant et le nargue en se jetant dans les bras de Mapache. Blessé dans son orgueil par les frères Gorch qui se gaussent de la situation, et fou de rage, il la tue. Ce faisant, il met en péril ses compagnons, car Mapache pense avoir été victime d'une tentative d'assassinat. Lorsqu'il comprend qu'il n'était pas visé, Mapache éclate de rire, mais fait prisonnier Angel. Pour calmer le jeu, Pike accepte, pour le compte du général et de son conseiller militaire allemand Mohr (Fernando Wagner), d'attaquer un convoi d'armes de l'armée américaine contre 10 000 dollars en or. L'appât du gain est en effet plus fort que la morale qui pourrait les empêcher d'œuvrer pour le compte d'un tyran. Angel, dont Pike a exigé le retour, commence par refuser de participer à cette expédition, qui fournirait des armes destinées à détruire son peuple. Il finit par accepter grâce à l'intervention de Dutch, qui suggère à Pike que le jeune Mexicain puisse récupérer une caisse d'armes du convoi pour son village. En échange, Pike demande à Angel sa future part de l'or. Pendant ce temps, les frères Gorch prennent du bon temps et se baignent, totalement ivres, dans une cuve à vin en compagnie de prostituées.

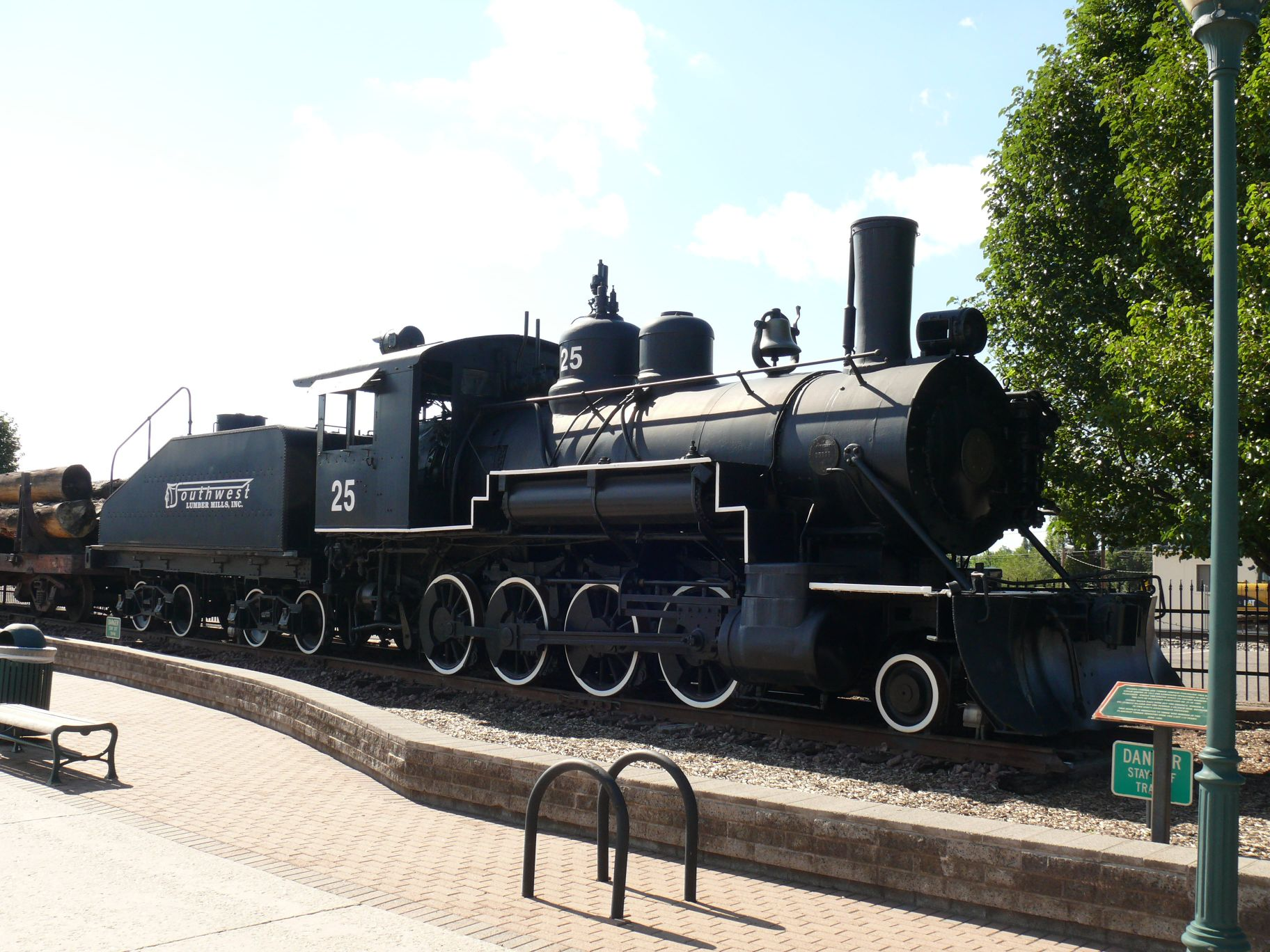
Pour voler les armes, la horde attaque un train.

Plus tard, sur la route, Pike raconte à Dutch qu'il a aimé une femme mariée, mais que celle-ci a été tuée par son mari, revenu par surprise. L'époux jaloux a également gravement blessé Pike à la jambe. Pendant ce temps, Deke, toujours sur la piste de la horde, se doute que le train transportant les armes va être attaqué. Il obtient de Harrigan de se mêler avec sa bande de chasseurs de primes aux jeunes soldats inexpérimentés chargés de protéger le convoi. Deke n'arrive cependant pas à empêcher la bande de Pike de voler le chargement, dont une mitrailleuse. En effet Pike, Dutch, Angel et Lyle attaquent le train. Angel décroche le wagon où se tiennent Deke et ses hommes. Pike lui-même prend les commandes de la locomotive. Syke et Tector attendent plus loin avec un chariot, où ils chargent les caisses volées dès que Pike arrive. Deke, toujours à leur poursuite, se retrouve avec sa bande dans la rivière en voulant traverser un pont que la horde fait sauter à son passage. Pike et ses compagnons fêtent leur réussite en se partageant une bouteille d'alcool que Tector offre à Pike avec le sourire. La bouteille passe de mains en mains et arrive vide aux mains de Lyle, ce qui fait éclater de rire toute la bande. De son côté, Deke et ses hommes ont réussi à sortir de la rivière et se remettent à leur poursuite après un bref repos. Pendant ce temps, Mapache est attaqué par les troupes de Pancho Villa. Il a un besoin urgent des armes volées par la horde et aimerait les récupérer sans leur verser leur dû.
Mais Pike, méfiant, a piégé le chariot transportant les caisses avec de la dynamite, et lorsque les troupes de Mapache encerclent la bande, il menace d'allumer la mèche. Les fédéraux, menés par Herrera (Alfonso Arau), sont donc forcés de les laisser partir et d'accepter que Pike applique ses propres règles pour les tractations concernant l'échange entre les armes et l'or promis. Le soir même, alors que la bande fait relâche, des Indiens des montagnes viennent chercher la caisse qu'Angel a détournée pour leur compte. Le lendemain, les échanges ont lieu : Pike se présente seul auprès de Mapache, lui indique où se trouvent quelques caisses, et repart avec sa récompense. Il offre aussi la mitrailleuse au général par l'intermédiaire des frères Gorch. Mapache tient à l'essayer sans la fixer sur son trépied et sème la terreur dans son camp avec l'arme incontrôlable, ce qui l'amuse beaucoup.
Tout se passe bien jusqu'à ce qu'Angel se présente à son tour ; la mère de sa fiancée l'a dénoncé après le meurtre de sa fille, et Mapache sait donc qu'il a volé une caisse d'armes pour son village. Angel essaye désespérément de s'enfuir, mais Mapache le fait prisonnier sur le champ. Dutch, qui accompagnait Angel, l'abandonne et rejoint le reste de la horde avec sa part de l'or. Il leur dit simplement qu'Angel a joué le jeu jusqu'au bout. Lyle admire le courage du jeune homme qui, en gardant le silence lors de sa capture, n'a pas compromis la horde. L'idée de retourner sauver le jeune Mexicain est émise, mais Pike décrète que c'est impossible. Cependant, la bande est en bien mauvaise posture et se retrouve, sans eau, cernée par les hommes de Deke, qui blessent Sykes. Abandonnant aussi le vieil homme, Pike et ses trois hommes survivants partent en désespoir de cause se réfugier dans le camp de Mapache, qui célèbre dans la débauche la remise des armes.

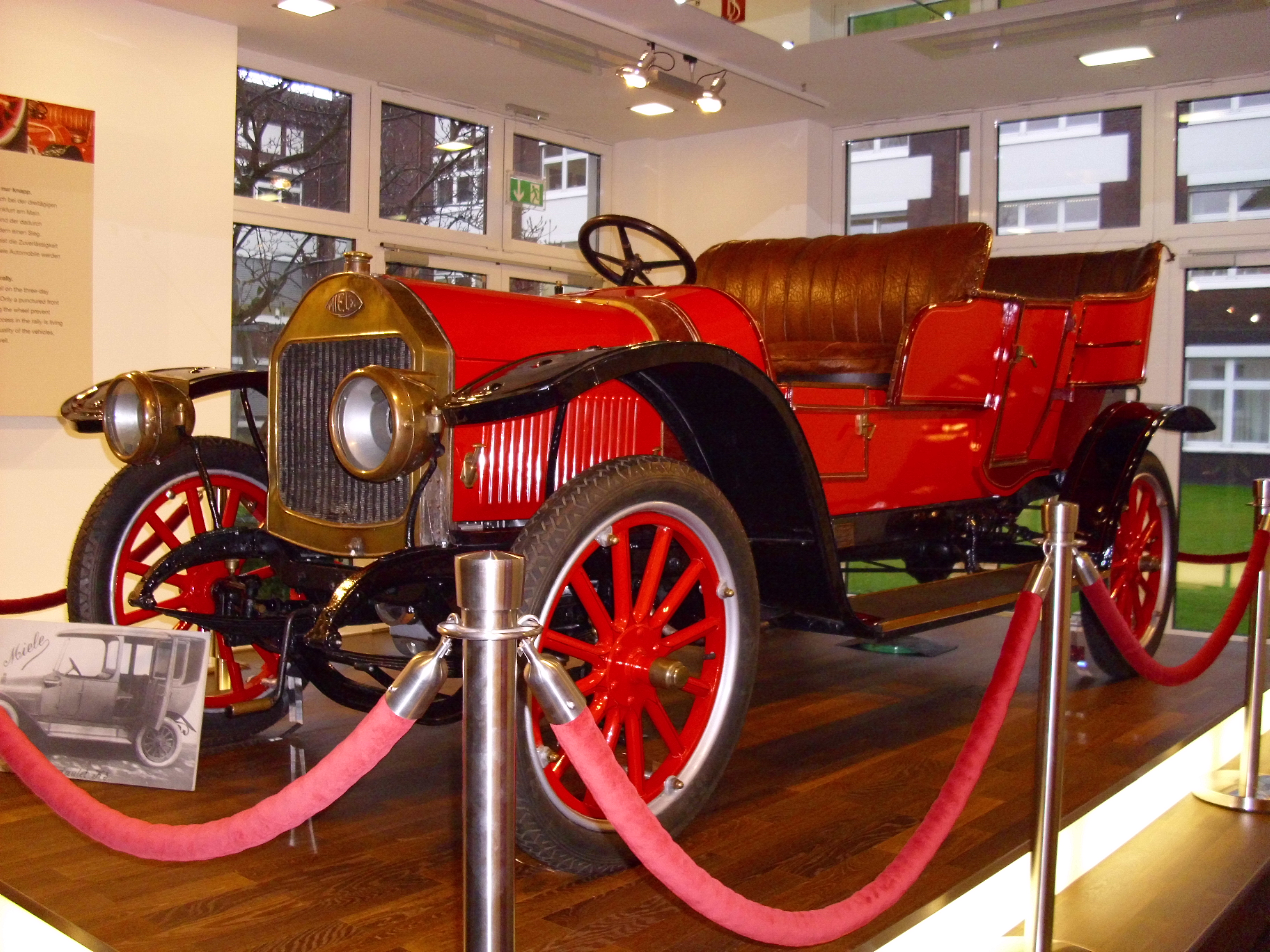
Mapache utilise sa voiture, symbole de son pouvoir, comme engin de torture, en traînant Angel attaché à son pare-chocs.

Là, ils assistent au supplice d'Angel, abominablement torturé et traîné à travers Agua Verde attaché derrière la voiture du général. Pike, écœuré par cette vision, propose de le racheter à Mapache, mais l'argent n'intéresse pas celui-ci. Pike et ses hommes partent alors passer la nuit avec des prostituées pour se changer les idées. Seul Dutch reste dehors, visiblement taraudé par le remords d'avoir abandonné Angel à son sort. En effet, celui-ci lui avait sauvé la vie lors de l'attaque du train. Le réveil des hommes est triste : les frères Gorch se disputent avec la prostituée qu'ils se sont partagée, refusant de la payer, et Pike est accablé de remords. Après avoir cherché en vain le réconfort dans l'alcool, il prend sa décision. Les quatre hommes cheminent à pied à travers la foule des soldats encore abrutis de leurs excès de la veille, et arrivent devant l'abri du général. Là, Pike demande calmement à Mapache de lui rendre Angel.
Après avoir fait mine d'accepter et de le libérer, Mapache égorge sauvagement, devant eux, le jeune homme moribond. De rage, Pike et Dutch abattent alors le général. Les hommes de Mapache, stupéfaits, ne bougent pas, et Dutch éclate de rire. Mais Pike tire alors sur le commandant Mohr, le conseiller du tyran, ce qui déclenche un terrible massacre. La horde, suicidaire, entraîne dans la mort une bonne partie des fédéraux, ravageant leurs rangs à la mitrailleuse, au poste de laquelle les hommes se relaient tour à tour. Les frères Gorch meurent en premier, suivis de Pike. Celui-ci est blessé par une prostituée qu'il avait épargnée et achevé par un enfant-soldat. Dutch est le dernier à mourir, aux côtés de Pike, l'appelant plusieurs fois par son nom avant de rendre l'âme.
Arrivant bien plus tard à Agua Verde, Deke et ses hommes ne trouvent que des cadavres, auxquels s'attaquent déjà les vautours. Laissant les chasseurs de primes repartir en chantant avec leur macabre butin, Deke reste sur place, adossé à un mur, plongé dans ses souvenirs. Des coups de feu dans le lointain lui apprennent que ses hommes sont tombés dans une embuscade. Quelque temps plus tard, Don José et les Indiens munis des armes fournies par Angel arrivent, menés par Sykes. Celui-ci propose à Deke de se joindre à cette nouvelle horde. Dans un éclat de rire amer, Deke accepte, tandis qu'en surimpression défilent les visages hilares des défunts membres de la bande de Pike.

## Fiche technique
- Titre français : La Horde sauvage
- Titre original anglophone : The Wild Bunch
- Réalisation : Sam Peckinpah, assisté d'Howard Kazanjian (non crédité)
- Scénario : Walon Green et Sam Peckinpah, adapté d'une histoire de Walon Green et Roy N. Sickner.
- Musique : Jerry Fielding
- Décors : Edward Carrere
- Costumes : James R. Silke, Gordon Dawson
- Photographie : Lucien Ballard
- Montage : Lou Lombardo[Note 8]
- Production : Phil Feldman et Roy N. Sickner
- Société de production : Warner Bros.-Seven Arts
- Société de distribution : Warner Bros.
- Budget : 6 224 087 $
- Pays de production :  États-Unis
- Langues originales : anglais, espagnol et allemand[Note 9]
- Format : couleur (Technicolor) — 35 mm — 2,35.1 (anamorphique) — son mono
- Genre : drame, western
- Durée : 134 minutes, 145 minutes (director's cut)
- Dates de sortie :
  - États-Unis : 18 juin 1969
  - France : 17 octobre 1969[1]
  - Belgique : 13 septembre 1975[2]
- Classification :
  - France : interdit aux moins de 18 ans lors de sa sortie en salles, puis reclassé interdit aux moins de 12 ans[Note 10].
  - Québec : 13+[3]
- Affiches : Bill Gold (États-Unis), Raymond Elseviers (Belgique), René Ferracci (France)

## Distribution
- William Holden (VF : Jacques Berthier) : Pike Bishop
- Ernest Borgnine (VF : Claude Bertrand) : Dutch Engstrom
- Robert Ryan (VF : Roger Tréville) : Deke Thornton
- Edmond O'Brien (VF : André Valmy) : Freddie Sykes
- Warren Oates (VF : Claude Joseph) : Lyle Gorch
- Jaime Sánchez (VF : Gérard Hernandez) : Angel
- Ben Johnson (VF : Henry Djanik) : Tector Gorch
- Emilio Fernández (VF : Jean-Henri Chambois) : le général Mapache
- Fernando Wagner (VF : Yves Brainville) : le commandant Frederick Mohr
- Strother Martin (VF : Serge Sauvion) : Coffer
- L. Q. Jones (VF : Pierre Trabaud) : T. C.
- Albert Dekker (VF : Paul Bonifas) : Pat Harrigan
- Bo Hopkins (VF : Jacques Ferrière) : Crazy Lee
- Dub Taylor : le révérend Wainscoat
- Paul Harper : Ross
- Jorge Russek (VF : Serge Lhorca) : le major Zamorra
- Alfonso Arau : le lieutenant Herrera
- Rayford Barnes: Buck
- Bill Hart : Jess
- Chano Urueta : Don José
- Elsa Cárdenas : Elsa
- Aurora Clavel : Aurora

## Production

### Développement

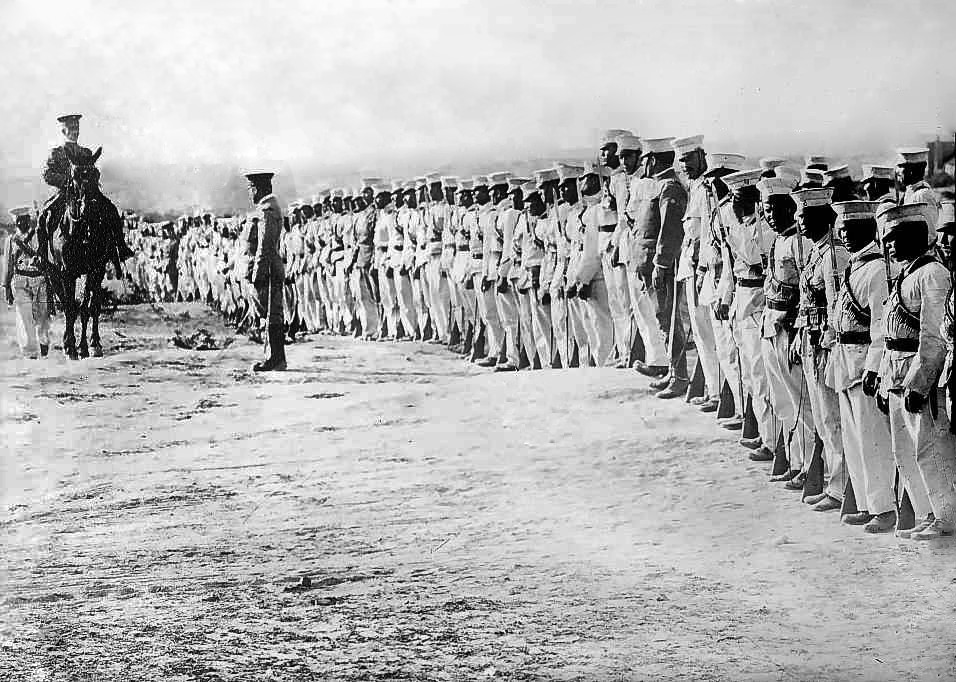
Troupes fédérales pendant la Révolution mexicaine.

Pendant le tournage de Morituri (1965), Walon Green, présent en tant que répétiteur, cherche à écrire un western. Roy Sickner, un cascadeur, lui présente alors un projet comportant une attaque de train et une bataille finale. Walon Green, sans connaitre l'histoire du gang de Butch Cassidy, appelle ce scénario La Horde sauvage. Il le montre à Lee Marvin, qui s'intéresse au script et envisage à ce moment-là d'interpréter le personnage de Pike Bishop. Lee Marvin fait parvenir cette ébauche à Sam Peckinpah qui la retravaille. Ayant pris connaissance du projet, le producteur Phil Feldman le propose à son tour à Kenneth Hyman, un des dirigeants de Warner Bros.-Seven Arts. Celui-ci, appréciant le scénario, entame les négociations, et impose Peckinpah comme metteur en scène pour réaliser cette « Horde sauvage ». Sam Peckinpah n'a alors réalisé que trois films et souffre d'une très mauvaise réputation, née en grande partie lors du tournage catastrophique de Major Dundee en 1964,,.
Walon Green s'inspire du personnage d'Howard dans Le Trésor de la Sierra Madre pour créer celui de Sykes,. Peckinpah adore ce film, selon lui « un des meilleurs films jamais réalisé ». Il rend aussi hommage au Salaire de la peur d'Henri-Georges Clouzot, à travers la scène du chariot plein d'explosifs sur le pont.
Walon Green a révélé plus tard sa manière de trouver des noms pour ses personnages :

« J'ai appelé Thornton d'après le nom d'un gamin avec lequel j'étais à l'école. Pike est un nom que j'ai toujours voulu utiliser, c'est une sorte de poisson carnivore et il suggère quelqu'un qui est dur et avide. Dutch est un nom chaleureux et confortable qui sonne, et je voulais indiquer que cet homme possède quelques qualités. Les Gorch ont été [nommés] d'après une famille de vrais déchets que je connaissais. Je ne sais plus comment j'ai trouvé Lyle, mais Tector était un gars avec lequel je nettoyais les piscines en Virginie Occidentale. Angel est assez évident, c'est le bon gars. Mapache signifie « raton laveur » en espagnol, et il me semblait que c'était approprié, pour un paysan s'étant nommé lui-même général, d'être ainsi désigné par un animal intelligent, mais rusé et sournois. Coffer a été nommé d'après un cascadeur que je connaissais, nommé Jack Coffer, qui a été tué. Jack m'a inspiré car c'était le genre de gars qui était vraiment sauvage et fou. Les hommes travaillant aux chemins de fer étaient souvent irlandais. Harrigan a un nom à consonance irlandaise dure qui me semblait juste pour ce genre d'homme. »

— Walon Green
Au grand étonnement de l'équipe de repérage envoyée sur place au Mexique, Walon Green décrit dans son scénario la ville de Parras, décor parfait pour le film, sans jamais s'y être rendu.

« je venais de lire le livre de Barbara Tuchman Le Télégramme Zimmerman, à propos des efforts des Allemands pour entrainer les Américains dans une guerre avec le Mexique pour les garder en dehors de l'Europe… J'avais aussi vu ce documentaire étonnant, Memorias de Un Mexicano, qui a été réalisé alors que la révolution se passait réellement. »

— Walon Green
Il s'inspire aussi d'un autre documentaire appelé Cuando Viva Villa Era la Muerte. Il regarde ces deux documentaires avec Peckinpah, qui, impressionné par ces images, dit : « OK, maintenant je sais à quoi tout ceci doit ressembler ».

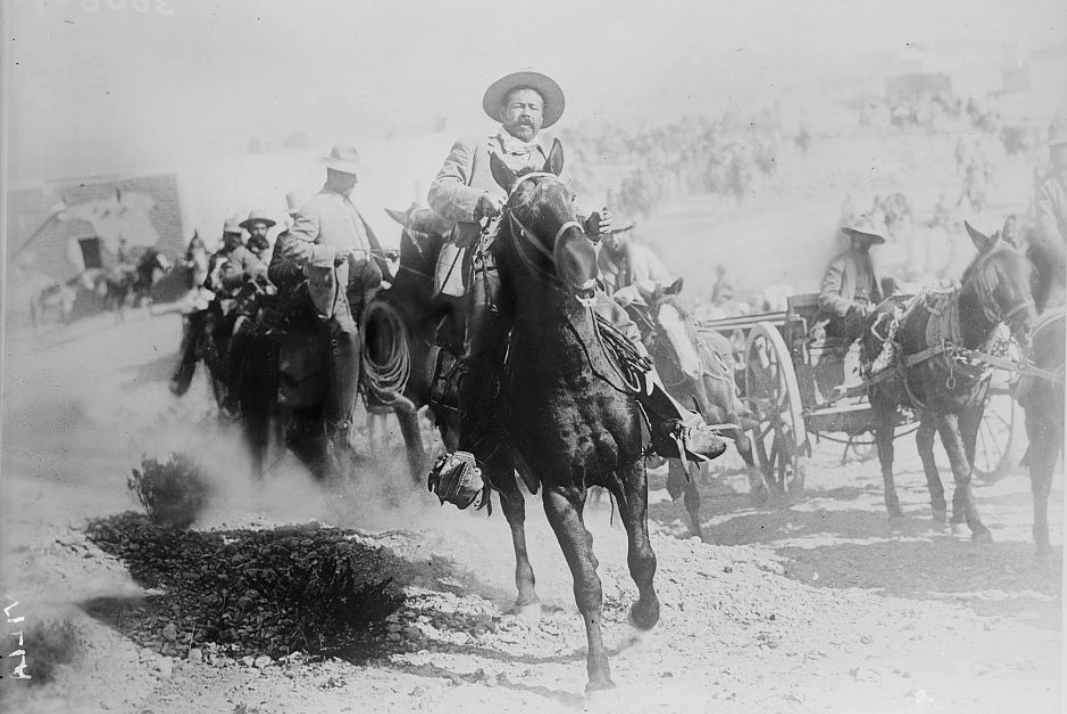
Avant La Horde sauvage, Sam Peckinpah s'était déjà intéressé à Pancho Villa (ici en 1914).

Peckinpah retravaille le scénario de Walon Green, creusant le caractère des personnages et intensifiant leur côté dramatique. C'est également lui qui ajoute les références bibliques et introduit le rôle symbolique des enfants dans l'histoire. Avant le tournage, Peckinpah vend à la Paramount un scénario qui est porté à l'écran par Buzz Kulik en 1968 sous le nom de Pancho Villa. Racontant le ralliement d'un aviateur américain au révolutionnaire mexicain Pancho Villa, cette histoire semble un premier jet de La Horde sauvage.
Sergio Leone pense avoir inspiré Sam Peckinpah :

« je continue à penser que sans mes films […] Peckinpah n'aurait pas fait La Horde sauvage. Parce qu'il y a une façon de montrer au grand jour ce qui était hypocritement caché qui est nouvelle. C'était la fiction totale. La mort est une chose sérieuse qu'il faut montrer et qui doit faire peur. »

— Sergio Leone

### Distribution des rôles
Sam Peckinpah pense à de nombreux acteurs célèbres pour le rôle important de Pike Bishop. Lee Marvin, d'abord pressenti, est déjà pris par La Kermesse de l'ouest, et du reste, son agent lui déconseille de jouer dans un film trop violent. Peckinpah pense alors à Burt Lancaster, James Stewart, Charlton Heston, Gregory Peck et James Coburn avant de choisir William Holden, car il avait beaucoup aimé Le Pont de la rivière Kwaï.
Les deux premiers choix de Sam Peckinpah pour Deke Thornton sont Richard Harris (qui apparaissait déjà dans Major Dundee) et Brian Keith (qui a travaillé avec Peckinpah dans The Westerner (1960) et New Mexico (1961)). Harris n'est jamais formellement approché ; Keith l'est, mais abandonne. Robert Ryan est finalement engagé après que Peckinpah l'a vu dans le film d'action sur la Seconde Guerre mondiale Les Douze Salopards (1967). Les autres acteurs envisagés pour le rôle sont Glenn Ford, Arthur Kennedy, Henry Fonda, Ben Johnson (qui joue en fin de compte Tector Gorch) et Van Heflin,.
Après avoir envisagé Steve McQueen, George Peppard, Jim Brown, Alex Cord, Robert Culp, Sammy Davis, Jr., Charles Bronson et Richard Jaeckel pour le rôle de Dutch Engstrom, Ernest Borgnine est suggéré par Ken Hyman, à la suite de sa performance dans Les Douze Salopards. Sam Peckinpah est au départ réticent : il veut que Dutch soit plus jeune d'une dizaine d'années que Pike, et il n'a pas aimé la prestation de Borgnine dans La flotte se mouille. En fin de compte, l'acteur se révèle être « un des meilleurs gars avec lequel [il] a jamais travaillé ». La claudication de Borgnine dans le film n'est pas feinte : il s'est cassé le pied pendant le tournage de Le crime, c'est notre business (1968) et doit porter un plâtre,.

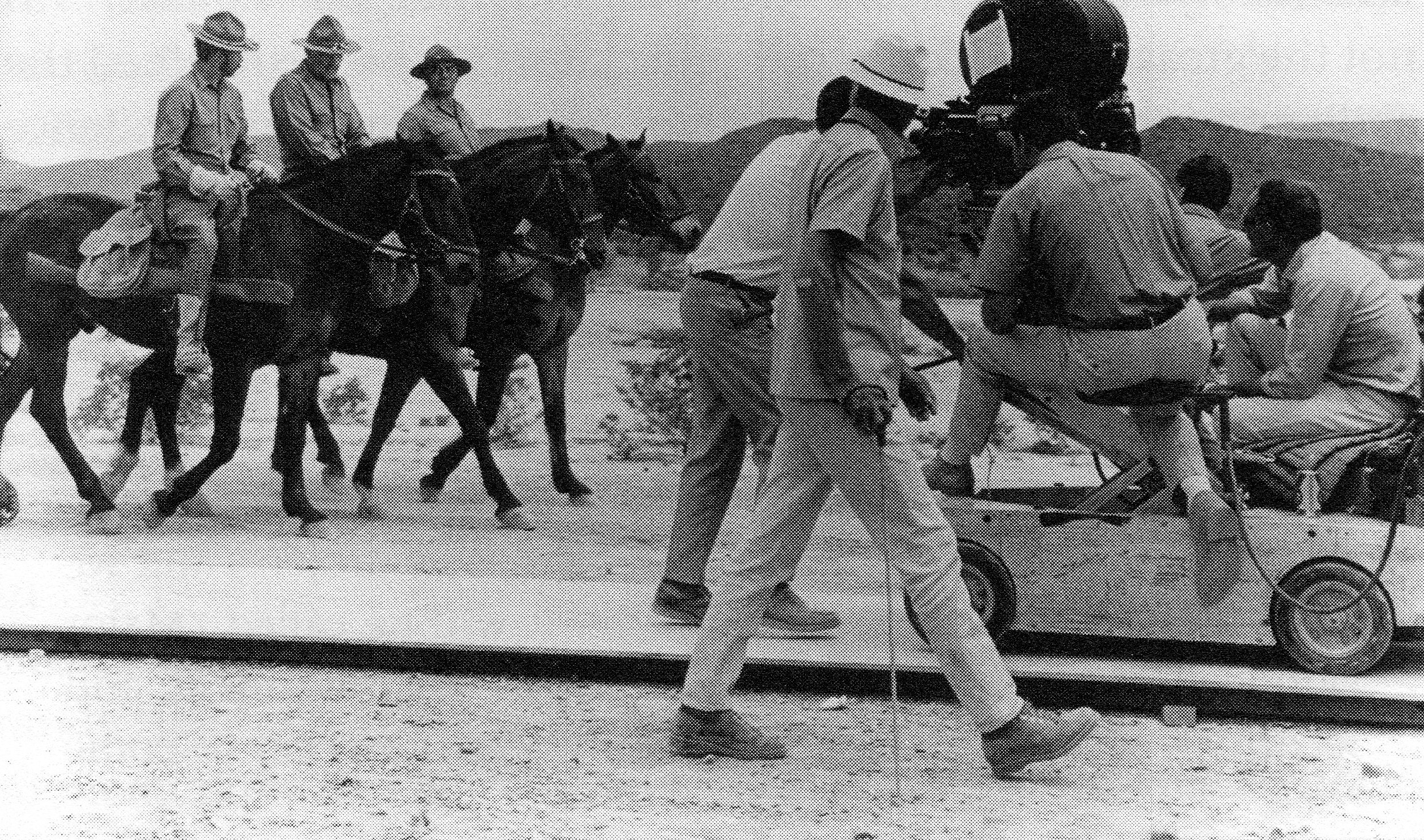
L'arrivée de la horde à Starbuck. De gauche à droite : Warren Oates (Lyle), William Holden (Pike) et Ernest Borgnine (Dutch).

Robert Blake est choisi à l'origine pour jouer le jeune Mexicain Angel, mais il demande trop d'argent. Peckinpah, qui a vu Jaime Sánchez dans le film de Sidney Lumet Le Prêteur sur gages, est impressionné et exige qu'il soit engagé.
Pour Freddie Sykes, Sam Peckinpah pense tout d'abord à Jason Robards, sur une suggestion de Phil Feldman, son producteur. Finalement, il engage Edmond O'Brien, qu'il avait dirigé dix ans auparavant dans un épisode de Zane Grey Theater. L'acteur n'est âgé que de 53 ans, et il faut trois heures de maquillage chaque jour pour qu'il en fasse vingt de plus que William Holden.
Warren Oates joue Lyle Gorch. Il a déjà travaillé avec Peckinpah sur la série télévisée L'Homme à la carabine et ses films précédents, Coups de feu dans la Sierra (1962) et Major Dundee (1965).
Mario Adorf, qui apparaissait dans Major Dundee, est contacté pour le rôle de Mapache, mais il refuse en lisant dans le script qu'il doit égorger un jeune homme. Il regrette son choix par la suite en voyant le film. Le rôle échoit à Emilio Fernández, un réalisateur et acteur mexicain ami de Peckinpah, qui, tel le général Mapache, vit entouré de jeunes femmes,.
Albert Dekker, acteur de théâtre et de cinéma, joue Harrigan. Il meurt le 3 mai 1968 à Los Angeles, pendant le tournage de La Horde Sauvage, son dernier film.
Le rôle de Clarence « Crazy » Lee est donné à Bo Hopkins, engagé après que Peckinpah l'a vu à la télévision.

### Budget du film
Le budget initial alloué à La Horde sauvage est de 3 451 420 dollars, comprenant 68 580 mètres de pellicule (225 000 pieds), mais les exigences de Peckinpah, en particulier sur le nombre de caméras et de figurants, le font exploser. En dépit des plaintes incessantes de son producteur qui le supplie de diminuer les frais, La Horde sauvage totalise 333 000 pieds de pellicule, soit environ 101 498 mètres. Le budget final s'élève à 6 224 087 dollars.

### Tournage
Le tournage débute le 25 mars 1968,. Il se déroule au Mexique, dans les lieux suivants : Coahuila, Durango, El Pomeral, El Rincon del Montero, Torreón et Parras de la Fuente. Ces lieux ont été le théâtre de véritables batailles lors de la Révolution mexicaine. La ville d'« Agua Verde » est filmée à la Hacienda Ciénaga Del Carmen, une hacienda en ruines dotée d'un aqueduc du XVIIIe siècle. Le lieu a depuis été rénové pour devenir une attraction touristique. 70 jours sont prévus pour tourner les 541 scènes décrites dans le scénario.
L'équipe utilise six caméras qui filment à des vitesses différentes : 24, 30, 48, 60, 90, et 120 images par seconde, afin de réaliser les effets des ralentis.
Lucien Ballard, chef-opérateur qui avait déjà travaillé avec Sam Peckinpah sur la série The Westerner, devient son opérateur favori. 

« C'est un grand seigneur, élégant, racé, mais qui n'hésite pas pendant les tournages à prendre tous les risques, techniques (absence de lumière) comme physiques : il se bagarre littéralement, fait des prouesses de cascadeur […] monte à cheval comme pas un, pour être complètement dans l'action. »

— Sam Peckinpah

#### Une improvisation constante
Sam Peckinpah improvise de nombreuses séquences tout le long du tournage. Celle du jeu cruel des enfants avec les scorpions et les fourmis est suggérée à Peckinpah par Emilio Fernández (Mapache), qui jouait à ce jeu en étant enfant. Trouvant la métaphore excellente, Peckinpah se fait livrer 2 000 fourmis et 50 scorpions pour pouvoir ajouter cette séquence d'introduction,,.
À l'inverse d'un Alfred Hitchcock qui planifie ses films dans les moindres détails, Peckinpah a pour habitude d'assembler les éléments d'une scène un par un, jusqu'à parvenir à un résultat jugé satisfaisant. Ainsi, la célèbre « Dernière Marche » est improvisée pendant le tournage. À l'origine, la scène devait commencer avec les quatre hommes quittant le bordel, et enchaîner immédiatement avec la confrontation avec Mapache. Une fois la décision prise de prolonger la scène, un grand nombre de figurants mexicains sont disposés et dirigés tandis que la scène se déroule,. Le départ du village d'Angel (avec le chant des villageois et leurs cadeaux aux membres de la horde) est improvisé suivant le même principe. Cette scène a été tournée en moins d'un jour, et Peckinpah en dit ceci : « je pense que c'est le tournant du film en ce qui concerne l'humanité de la horde. Si vous pouvez chevaucher avec eux et le ressentir, vous pouvez mourir avec eux et le ressentir. »
Il laisse également L. Q. Jones et Strother Martin s'approprier leurs personnages et donner un côté comique décalé, teinté d'homosexualité, à leurs personnages de chasseurs de primes,.

#### Problèmes techniques et humains
L'équipe de tournage loge à Parras. Tous les jours, acteurs comme techniciens doivent faire un trajet inconfortable de 45 minutes, sur un chemin sableux en plein désert, pour rejoindre le lieu de tournage, sur lequel il n'y a ni électricité ni eau courante.
Le tournage débute avec la scène où les bandits retrouvent le vieux Sykes et se rendent compte que leur butin n'est constitué que de rondelles de fer. Les acteurs ne connaissent pas leur texte, et Peckinpah menace de tous les renvoyer s'ils ne l'apprennent pas dans les 20 minutes,.
Pendant le tournage, Sam Peckinpah ne déroge pas à sa réputation de réalisateur difficile en renvoyant 22 techniciens. Il provoque la Warner en engageant de véritables prostituées mexicaines, payées avec l'argent de la production, pour la scène orgiaque où les frères Gorch s'ébattent dans une cuve à vin. Il a aussi réellement saoulé Warren Oates et Ben Johnson avant de tourner cette scène,,.
Des accrochages ont lieu au sein de l'équipe. William Holden et Ernest Borgnine sermonnent Jaime Sánchez qui, sur le plateau, s'amuse de manière enfantine avec son pistolet. Les deux acteurs âgés envient cependant l'énergie du jeune homme. Robert Ryan et Ernest Borgnine menacent tour à tour de casser la figure au réalisateur : le premier parce que Peckinpah, lui certifiant que sa présence est indispensable, lui interdit de se déplacer et le fait patienter dix jours, maquillé et en costume, sans le faire figurer dans le moindre plan ; le second, parce qu'il ne supporte plus que sa voiture s'enlise dans la poussière du lieu de tournage. À William Holden qui admire que Borgnine ait obtenu gain de cause, en l'occurrence deux arroseuses, celui-ci lui rétorque : « j'ai juste dit la formule magique. »
William Holden refuse catégoriquement de se laisser pousser la moustache, estimant que cela nuirait à son image : il porte un postiche tout le long du film,. Il s'inspire de l'autorité et de la fragilité qu'il ressent chez Sam Peckinpah lui-même pour interpréter Pike, imitant même sa voix et ses gestes.

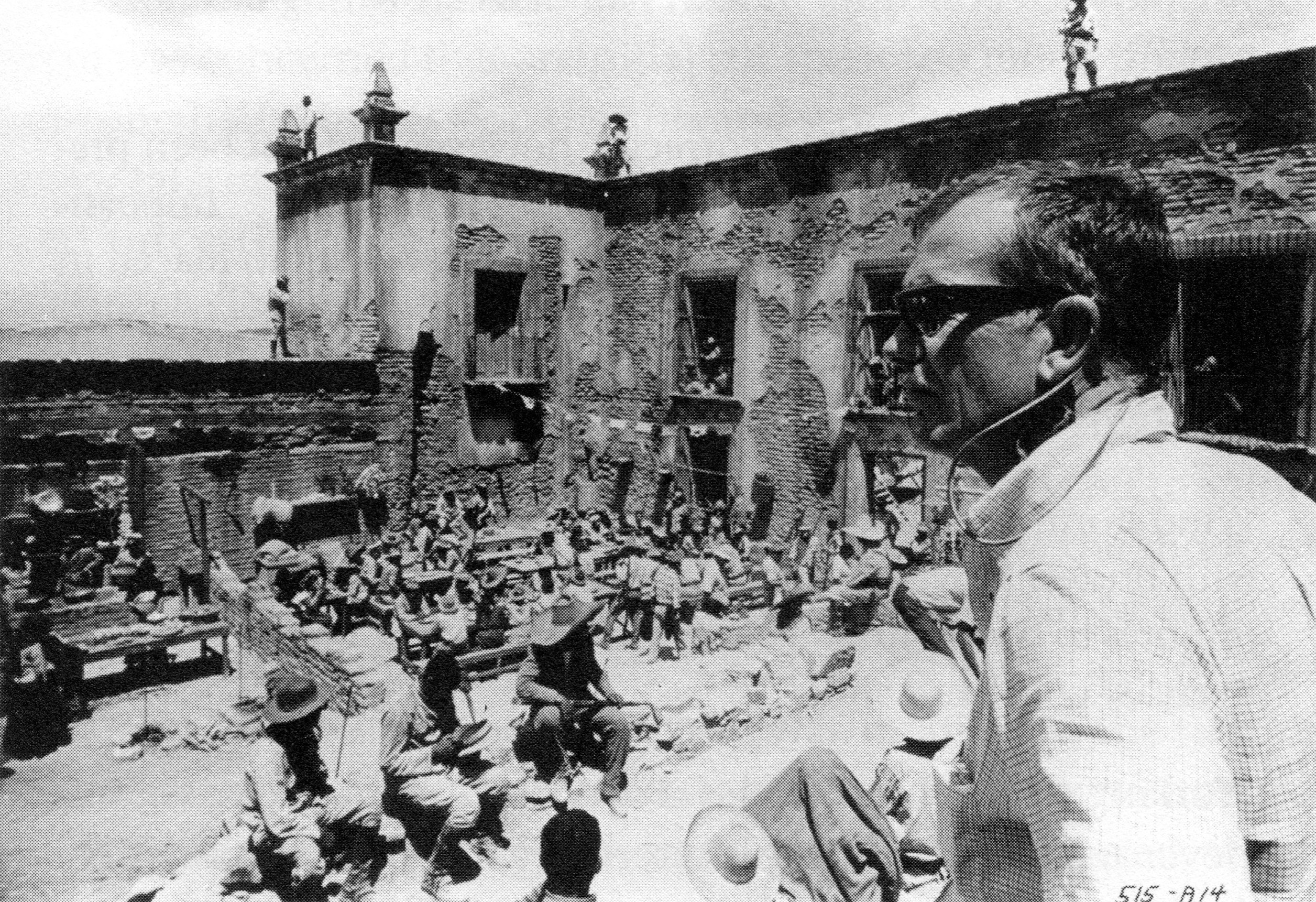
Tournage de La Horde Sauvage à la Hacienda Ciénaga Del Carmen. Sam Peckinpah est à droite.

#### Mise en scène d'un massacre
Le massacre final démarre avec la scène de l'assassinat d'Angel. Jaime Sánchez est équipé d'un tube perforé collé le long de sa gorge et dissimulé par du maquillage. Lorsqu'Emilio Fernández fait mine de l'égorger avec son couteau en caoutchouc, un technicien fait jaillir le faux sang en direct avec une pompe.
Les acteurs principaux ont sept costumes identiques, qui sont tous détruits lors de la réalisation du film. Le réalisateur se retrouve à court de cartouches et de faux sang dès le premier jour de tournage.
Le budget de départ prévoit 63 figurants et 23 chevaux. Au total, 230 acteurs et figurants en costume, 56 chevaux et 239 armes sont employés, et 90 000 cartouches à blanc sont tirées pendant la bataille finale, plus que pendant toute la Révolution mexicaine d'après la Warner. Cette séquence nécessite 12 jours de travail à elle seule, faisant passer la durée du tournage à 81 jours. Comme Peckinpah ne dispose pas d'un nombre suffisant de figurants, les uniformes des « tués » sont rapiécés au fur et à mesure, et les acteurs retournent « mourir » plusieurs fois devant la caméra,. Les cascadeurs américains déguisés en soldats mexicains effectuent les cascades les plus dangereuses. En revanche, toutes les « troupes » impliquées dans la fusillade finale au siège de Mapache sont de véritables soldats mexicains. La société de production embauche un régiment de cavalerie, qui, d'après Ernest Borgnine, a commencé la scène en tirant à balles réelles, car personne n'avait dit aux soldats de tirer à blanc.
Sam Peckinpah déclare que l'un de ses objectifs pour ce film est de donner au public « une certaine idée de ce que c'est d'être abattu. » Un incident mémorable a lieu sur le tournage. Insatisfait du son des pétards que son équipe utilise pour simuler les coups de feu, Peckinpah, exaspéré, s'écrie : « Ce n'est pas ce que je veux ! Ce n'est pas ce que je veux ! » Il saisit alors un revolver chargé avec de vraies balles et tire dans un mur à proximité. Une fois l'arme vidée, Peckinpah aboie à son équipe stupéfaite : « C'est l'effet que je veux,, ! » Il insiste aussi pour que chaque acteur soit équipé de pétards, projetant du faux sang et des morceaux de viande, de face et de dos, afin de simuler l'effet de balles traversant les corps. Il filme au ralenti et demande à ses acteurs d'exagérer leurs gestes pour créer un « ballet chorégraphique morbide ».

#### La scène du train et l'explosion du pont
La scène du train est tournée en une seule journée. Peckinpah insiste pour que William Holden conduise lui-même le train. Celui-ci ne freine pas à temps et heurte le wagon, garé plus loin, sur lequel est posé le matériel de tournage. Par miracle, personne n'est blessé, et Warren Oates, assis à l'avant de la locomotive, en est quitte pour une belle frayeur.
La dernière scène à être tournée est l'explosion du pont, sur la rivière Nazas (à la place du Rio Bravo). Le studio, craignant que la construction du pont ne retarde le tournage, veut que Walon Green modifie le scénario, mais Peckinpah est furieux à cette idée. Pour le couvrir le temps qu'il réalise la séquence qu'il désire et faire patienter la Warner, Green écrit une scène de substitution très complexe, qui bien évidemment n'est pas tournée. Le pont truqué comporte une trappe basculante destinée à précipiter les cavaliers dans une rivière profonde de 6 mètres, au courant violent. La destruction du pont est filmée en une seule prise, le 30 juin 1968 à 13 h 55. Le technicien chargé des explosifs est un débutant, Peckinpah ayant renvoyé l'artificier chevronné. Une des six caméras est perdue dans l'eau lors de l'explosion. La séquence n'emploie ni maquettes ni miniatures. Les cascadeurs, rembourrés, portent des casques sous leurs chapeaux de cow-boy, pour les protéger des ruades des chevaux qui nagent frénétiquement vers la rive. Un des cascadeurs remercie Peckinpah pour la conception de la cascade la plus grandiose à laquelle il ait jamais pris part ; un autre, assommé par le choc, le maudit et quitte le plateau. Selon le cascadeur Bill Hart, un des chevaux est mort noyé car il a reçu un débris sur la tête.

#### Un tournage éreintant
Sam Peckinpah, conscient que ce retour à la réalisation est inespéré, ne veut pas gâcher sa chance. Il impose un rythme épuisant à son équipe, qu'il séduit et terrorise,. Jaime Sánchez raconte avoir été impressionné par le feu qui anime le réalisateur, qui oblige ses acteurs à se surpasser :

« Sam inspirait les acteurs sans parler durement ; il les incitait à donner leur vie pour lui. […] Il y a une intensité que vous sentez dans les gens comme lui, comme Elia Kazan. Ils ont un feu que vous pouvez voir dans leur visage quand ils vous parlent, ce sont des gens presque effrayants. Sam était une source d'inspiration pour chacun de nous ; nous avons tous travaillé comme si c'était le film de tous les temps. Il ne vous laissait jamais réellement savoir si vous étiez bien, pour obtenir de vous encore davantage, pour que vous soyez sur le fil : « Est-ce que j'étais bon ? Est-ce que je n'étais vraiment pas bon ? » Sam donnait à tout le monde le sentiment que vous deviez jouer le tout pour le tout. Ne pas y aller sans jouer le tout pour le tout était un acte de déshonneur. »

— Jaime Sánchez
Sam Peckinpah visionne les rushes chaque soir et ne dort que 3 à 4 heures par nuit. Il s'endort souvent avec le scénario à la main. Le tournage se termine le 30 juin 1968, après 81 jours de travail. Peckinpah s'assoit alors et pleure,,.

### Montage et coupes

#### Le montage initial
Lou Lombardo, le monteur du film, est choisi par Peckinpah parce qu'il avait réalisé, dans la série télévisée Brigade criminelle, un épisode intitulé My Mommy Got Lost où un personnage criblé de balles tombait au ralenti. Peckinpah est aussi un grand admirateur d'Akira Kurosawa qui a réalisé des séquences similaires dans Les Sept Samouraïs. Aucune scène au ralenti n'est décrite dans le scénario de Walon Green.
Échaudé par la mauvaise expérience de Major Dundee, Peckinpah monte son film au fur et à mesure et présente au producteur des scènes complètes, et non de simples rushes désordonnés. Peckinpah compte terminer son film par l'image de Deke Thornton assis contre la porte d'Agua Verde après le massacre, mais Phil Feldman lui suggère de finir sur des plans de la horde. Au grand étonnement du producteur, le réalisateur lui dit qu'il a raison.
Après un premier montage de 5 heures, le film est ramené à 2 h 40. Il obtient alors son visa d'exploitation. Cependant, Peckinpah continue à retravailler son œuvre en supprimant des scènes qu'il juge trop violentes. Le but est de réduire la violence de la scène du hold-up raté afin de ne pas détourner les spectateurs de l'histoire, et de donner un caractère paroxystique à la fin par comparaison.

#### L'intervention de la MPAA

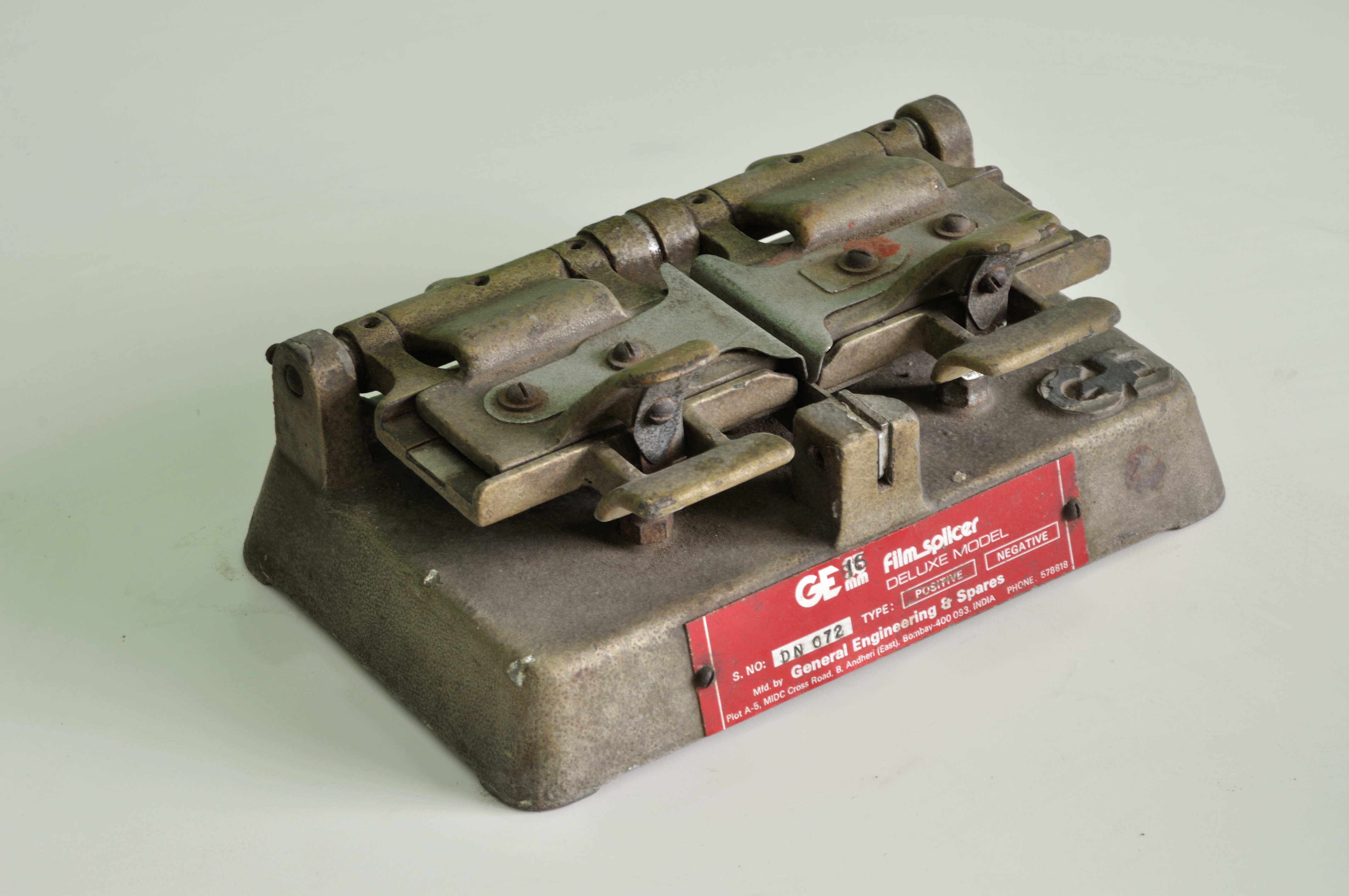
Une colleuse 35 mm, utilisée pour assembler les morceaux de pellicules formant un film.

Pour satisfaire la Motion Picture Association of America (MPAA), le producteur Phil Feldman supprime encore des scènes avec l'aide de Lou Lombardo. Ainsi, celle où un Tector aviné compare la taille du téton d'une prostituée à son pouce disparait totalement. La scène de l'égorgement d'Angel, jugée « inacceptable » par la MPAA, est raccourcie jusqu'à n'être plus que suggérée. De même, des plans de son corps tiré par l'automobile et de son visage meurtri sont coupés. La scène où Buck est achevé par Pike est montée de manière que Buck soit seulement vu de dos, avec deux flashs très courts sur son visage ensanglanté. Phil Feldman parvient néanmoins à conserver la bataille finale en arguant qu'elle s'apparente plus à un ballet qu'à un véritable massacre. En revanche, Feldman veut supprimer la séquence d'introduction des enfants qui jouent avec les scorpions, car il pense qu'elle va rebuter le public dès le début du film. Peckinpah doit longuement parlementer afin de la conserver.

#### Un nombre record de plans
Le film est ramené à 2 h 25 avant d'être enfin projeté en salle. La Horde sauvage contient alors 3 643 plans (2 721 sans le générique), ce qui est un record pour l'époque et établit une durée moyenne de 3 secondes par plan, certaines coupes étant imperceptibles à l'œil nu. La scène de « la bataille du porche sanglant » compte 325 plans pour 5 minutes d'action, ce qui équivaut à des plans d'une seconde. La variété des angles de prise de vue et les changements de vitesse dans le déroulement de l'action distordent le temps, et donnent l'impression que la séquence est beaucoup plus longue qu'elle ne l'est en réalité.

#### Les coupes des distributeurs
Après le montage, Peckinpah, qui en a terminé à ce moment-là avec le tournage d'Un nommé Cable Hogue, s'accorde quelques jours de repos. Pendant ce temps, Kenneth Hyman est remplacé à la tête de la Warner par Ted Ashley, qui exige le retrait de 10 minutes supplémentaires à la suite de plaintes de propriétaires de cinéma qui trouvent le film trop long. Le producteur Phil Feldman prend sur lui de faire les coupes et retire tous les flashbacks (Deke en prison, le retour sur « Crazy Lee » et la conversation entre Pike et Sykes à son sujet, la scène du bordel avec Pike et Deke, et Pike et sa maîtresse) et des scènes de la révolution mexicaine où l'armée de Mapache combat Pancho Villa, ceux-ci sans le consentement de Peckinpah,. Le réalisateur ne le lui pardonnera jamais.
Comme les copies ont déjà été distribuées, les exploitants américains coupent directement dans la pellicule afin de faire une séance de plus par jour. Après quelques semaines circulent ainsi plusieurs versions différentes du film, aussi bien en termes de longueur que de coupes. Aucune ne correspond à la vision de Peckinpah, et aucune ne contient les flashbacks nécessaires à la compréhension de la relation entre Pike et Deke. Ce n'est pas pour sa violence que le film est ainsi mutilé, mais uniquement pour des motifs économiques. En Europe circule cependant une version presque complète, à laquelle ne manque que le flashback concernant Pike et sa maîtresse.

#### Reprise et retour à la version originale
En 1993, la Warner Bros. présente à nouveau La Horde sauvage à l'évaluation de la MPAA. À la surprise du studio, le film à l'origine noté R (Restricted, signifiant que les mineurs de moins de 17 ans doivent être accompagnés d'un adulte) reçoit un NC-17 (No One 17 and under admitted, c'est-à-dire interdit aux moins de 17 ans), retardant sa réédition jusqu'à ce que la décision soit délibérée en appel. La controverse est liée aux 10 minutes supplémentaires réintégrées dans l'œuvre, même si aucune de ces images ne contient de violence graphique. En 1995, Martin Scorsese obtient la réédition du film dans sa version originale, proche de celle voulue par Sam Peckinpah, (mais toujours sans les plans retirés par la MPAA), bien après la mort du réalisateur, disparu en 1984.

### Bande originale

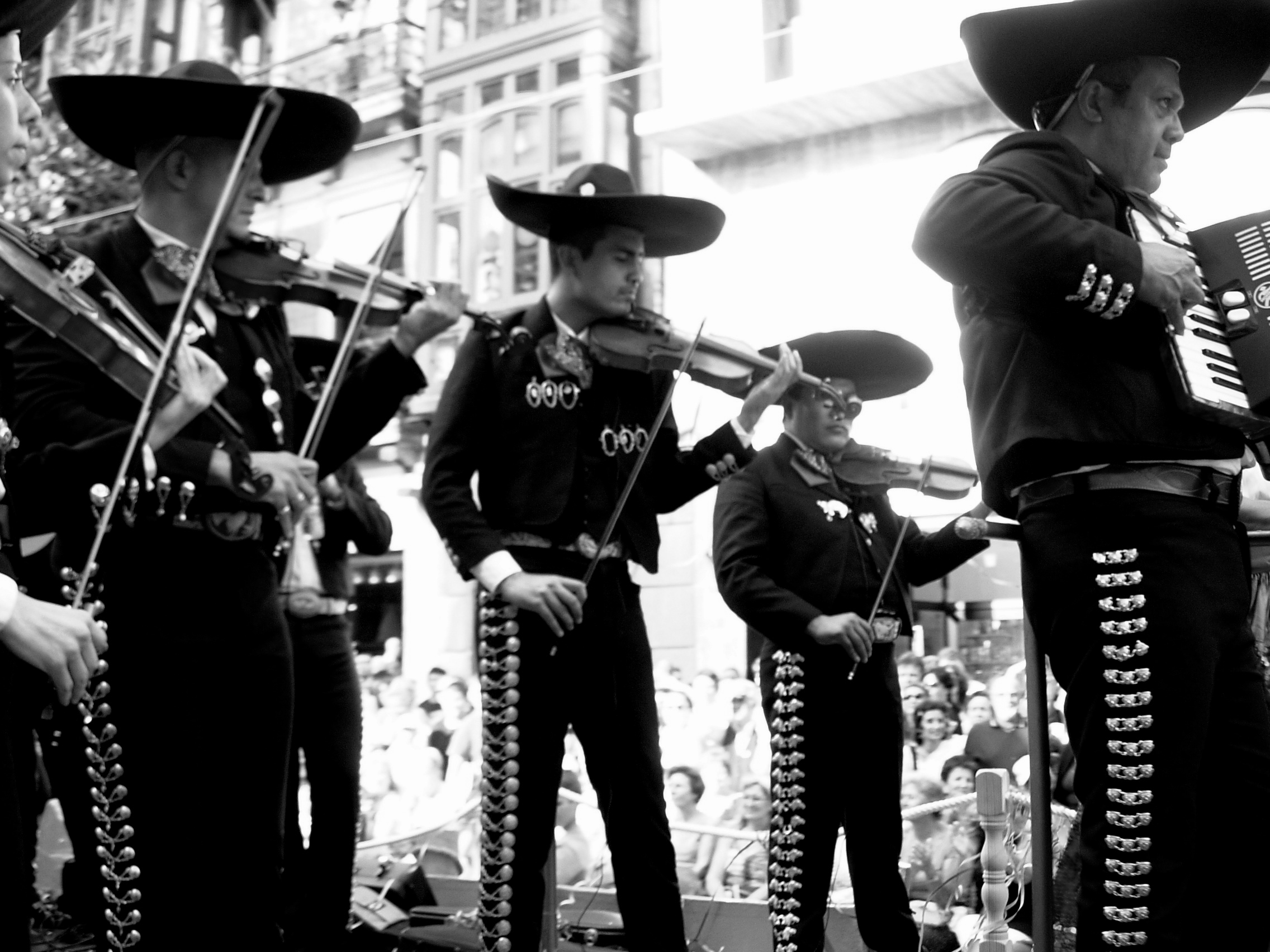
Sam Peckinpah voulait simplement enregistrer des mariachi pour créer une ambiance authentique.

La musique est composée et dirigée par Jerry Fielding et orchestrée par Greig McRitchie, Al Woodbury et Art Beck. Les séances d'enregistrement se déroulent le 6 janvier, le 7, 27 et 28 février, les 6, 7, 14, 17 mars et les 7, 14 et 15 avril 1969 au studio d'enregistrement Warner Bros. de Burbank, en Californie. Jerry Fielding travaille très régulièrement avec Peckinpah dans les années 1960 et 1970 : il a composé les musiques de Junior Bonner, le dernier bagarreur, Apportez-moi la tête d'Alfredo Garcia, Tueur d'élite, celle de Noon Wine pour la télévision et créé une bande originale non utilisée pour Guet-apens.
Peckinpah désire pour La Horde sauvage une approche très minimaliste : un peu de guitare jouant des musiques mexicaines et du folk américain, et un groupe de mariachi pour créer une musique qui soit authentiquement locale. Il demande que ce soit Julio Corona, un guitariste qu'il a rencontré au Mexique, qui joue la musique. Jerry Fielding est d'accord, mais pour lui la violence des personnages et des scènes d'actions nécessitent un contrepoint musical, et donc un orchestre. Il enregistre Corona, dont le jeu de guitare est mis en avant sur le thème La Adelita. Il rencontre quelques difficultés, car le guitariste mexicain ne sait pas lire une partition et fait des pauses fréquentes pour s'enivrer de tequila. Mais finalement Jerry Fielding lui-même est ébloui par le résultat, qu'il juge authentique.

« La Horde sauvage m'a donné la chance de montrer à l'industrie du divertissement public que si on donne à un compositeur une réelle liberté de création, il peut produire une partition qui ne ressemble à aucune autre jamais écrite. »

— Jerry Fielding
Le film est rythmé par sa bande originale. La musique mêle haute virtuosité orchestrale (pour la « musique de fosse », extradiégétique), revisitant de manière très personnelle la musique de western, et musique populaire mexicaine, pour la « musique d'écran », diégétique, dont les accents soulignent le poignant de la scène. L'arrivée de la horde se fait en fanfare (celle de la procession). La Golondrina, composée par Narciso Serradell vers 1850, « chant d'adieu à l'oiseau qui s'en va », accompagne ainsi la horde à la sortie du village, et pour son dernier voyage. David Weddle rapporte que la chanson a réellement été jouée pendant que les acteurs tournaient la scène de la sortie du village, afin de les plonger dans cette ambiance mélancolique. Par ailleurs, la gaité de certains morceaux mexicains contraste volontairement avec l'horreur de la situation, comme lorsqu'Angel est torturé sur une musique festive.
Une grande place est aussi accordée aux sons. La « pulsation respiratoire » de la locomotive rythme la scène du vol du train. Tout le film est porté par la partition des cris des hommes, des bêtes, et des coups de feu, contrepoints sonores à la musique.
La bande originale de 1969 est nommée aux Oscars,. Une nouvelle édition, comprenant l'ensemble des musiques du film ainsi que des prises alternatives, intitulée End of the Line Edition, est sortie en 2013 chez FSM en édition limitée à 2 000 exemplaires,.

## Sortie et accueil

### Sortie du film et box-office
Le film sort aux États-Unis le 18 juin 1969 et en France le 17 octobre 1969.
Mal distribué à cause de la controverse que les médias entretiennent, La Horde sauvage rapporte tout de même 10,5 millions de dollars au box-office américain en 1970 pour un budget de 6 224 087 dollars. En 1995, la sortie de la version restaurée aux États-Unis rapporte 638 641 dollars, portant le total à 11 138 641 dollars.
En France, le film totalise 1 803 062 entrées lors de sa sortie en 1969, dont 682 861 entrées à Paris.

### Accueil critique

#### Aux États-Unis
La conférence de presse accompagnant la sortie de La Horde sauvage est particulièrement houleuse. Le film est projeté à près de 350 critiques le 21 juin 1969 à Freeport aux Bahamas lors du festival international du film organisé par Warner Bros.-Seven Arts, qui y présente six nouveaux films. Certaines personnes quittent la salle, d'autres ferment les yeux, d'autres encore huent et sifflent. Nombre de journalistes américains, choqués, s'en prennent à Sam Peckinpah, l'accusant de se complaire dans la violence gratuite. À une femme qui se plaint, demandant « pourquoi tout le monde saigne autant ? » Ernest Borgnine répond « Madame, avez-vous déjà vu quelqu'un se faire tirer dessus sans saigner ? » William Holden lui-même trouve le film trop violent en le voyant terminé. Quand Phil Feldman explique que le prochain film de Peckinpah sera une comédie, Rex Reed du journal Holliday rétorque : « j'ai hâte de le rater ! ». Roger Ebert du Chicago Tribune prend alors la défense du film et dit à Sam Peckinpah : « je suppose que vous avez l'impression que votre film n'a aucun défenseur. C'est faux ! Plusieurs d'entre nous pensons que c'est un grand film. Un chef-d'œuvre. »
The New York Times admire « un très beau film, plein de violence […], une brutalité chorégraphiée […] magnifiquement photographiée par Lucien Ballard.[…] [Le film] est plus intéressant dans sa description presque joyeuse du chaos, de la corruption, et de la défaite. Toutes les relations du film semblent en quelque sorte perverties, dans un mélange bizarre de noble sentimentalité, de cupidité et de luxure. »

#### En France

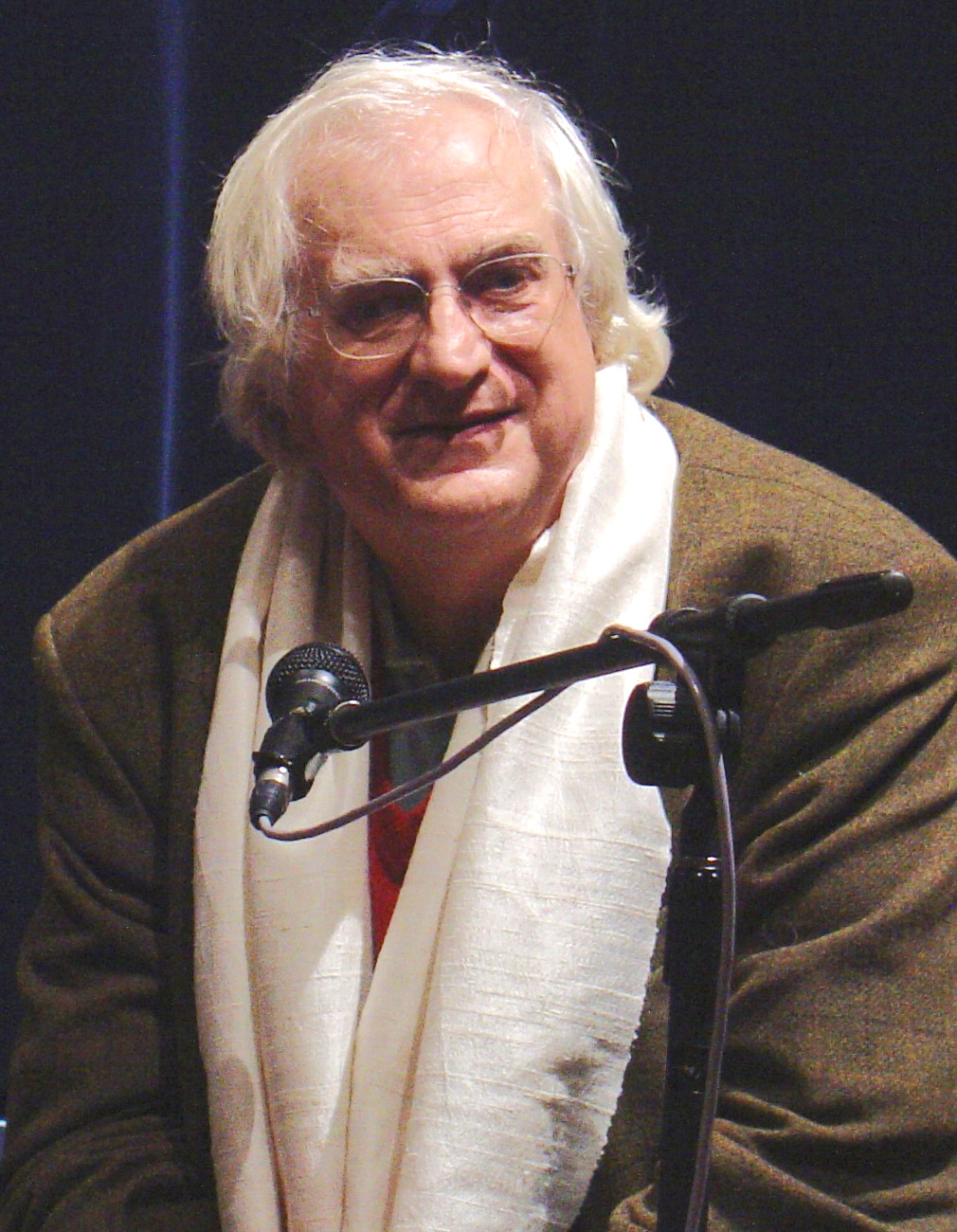
Bertrand Tavernier, ici en 2006, a assuré en France la promotion de La Horde sauvage.

En France, la promotion du film est assurée par Bertrand Tavernier.
Dans la presse française, les critiques sont divisés à la sortie du film, et l'encensent ou le dénoncent avec la même passion.
Parmi les critiques positives, Robert Benayoun, dans Positif, s'enthousiasme : « Peckinpah est à la fois un peintre à fresque, un analyste, un poète et un pamphlétaire […] le film est pris entre deux parenthèses fabuleuses, escalades dans le massacre, où le nombre des angles, la direction des figurants, le découpage, et l'invention pure du détail dépassent l'anthologie pour devenir d'ores et déjà classiques […] les massacres, fort loin de la bagatelle, semblent vouloir se surpasser mutuellement, en une surenchère orgiaque qui une fois encore, paraphrase Piero de Cosimo : tous contre tous, jusqu'à extermination générale et prévisible. ».
Pour L'Express, Claude Veillot admire « Cette horde d'anarchistes tragiques […] Sam Peckinpah décrit son épopée suicidaire avec une tension brutale, mais sans jamais en tirer d'effets sadiques. La maîtrise de son art est totale, et c'est la beauté, finalement, qui surgit de cette interprétation sublimée de l'horreur. Ce film a visiblement été fait dans un climat passionnel. »
D'après Michel Mardore, dans Le Nouvel Observateur, « les westerns ont vieilli de vingt ans, ». Michel Duran, dans Le Canard enchaîné, relève « des scènes épiques, hautes en couleur […] un chant tragique et funèbre […] Les quelques survivants du dernier massacre reprendront les chemins de plus en plus étroits de l'ouverture, vivre un jour de plus étant leur seul horizon, leur seule victoire. Jouer avec la mort leur seule raison de vivre ».
Parmi les critiques négatives, Jean de Baroncelli, dans Le Monde, dénonce un « grand-guignolesque qui frise la provocation gratuite. » Selon Henry Chapier, dans Combat, « la violence n'est qu'un euphémisme pour dénoncer cette boucherie atroce et l'on se demande s'il ne faut pas expliquer La Horde sauvage comme un véritable règlement de comptes entre Sam Peckinpah et Hollywood, entre un cinéaste de la révolte et l'Amérique moderne,. »

#### Reconnaissance actuelle
Voir aussi les sections « Classements et listes » et « Postérité ».
Le film fait désormais quasiment l'unanimité chez la critique, celle-ci reconnaissant son importance esthétique et sa postérité. Aux États-Unis le Baltimore Sun présente La Horde sauvage comme ayant été « pour les cinéastes en 1969 ce qu'était Citizen Kane pour les amoureux du cinéma en 1941. » En France, Antoine de Baecque dans Libération parle, à propos de Sam Peckinpah et de ce film en particulier, de « Cet anarchiste [qui] siffla le chant funèbre du western mais aussi l'air de renouveau du cinéma américain. ». La Horde sauvage fait de plus l'objet de nombreuses études (voir la rubrique « bibliographie »).
La Horde sauvage compte 91% de critiques positives, avec une note moyenne de 8,8/10 et sur la base de 65 critiques collectées, sur le site Rotten Tomatoes. Le consensus des critiques est le suivant : « The Wild Bunch est la ballade choquante et violente de Sam Peckinpah dans un monde ancien et un genre en voie de disparition. » Sur Metacritic, il obtient une note moyenne de 98⁄100 pour 20 critiques.

### Distinctions

#### Récompenses
- National Society of Film Critics Awards 1970 : Meilleure photographie pour Lucien Ballard[100]
- Golden Reel Awards 1970 : Meilleur son pour un long métrage et meilleur son de dialogue[100]

#### Nominations
- Directors Guild of America Awards 1970 : Meilleur réalisateur de long métrage pour Sam Peckinpah[100]
- Oscars 1970[100] :
  - Meilleur scénario original (Best Writing, Story and Screenplay Based on Material Not Previously Published or Produced) pour Walon Green, Roy N. Sickner et Sam Peckinpah
  - Meilleure musique originale (Best Music, Original Score for a Motion Picture) pour Jerry Fielding
- Laurel Awards 1970 : 3e place dans la catégorie des films d'action dramatiques (Action Drama) et 4e place pour Robert Ryan comme meilleur second rôle masculin (Male Supporting Performance)[100]
- Satellite Awards 2006 : Meilleur DVD classique (Best Classic DVD) pour le coffret 6 DVD Sam Peckinpah's Legendary Westerns Collection (édité par Warner Home Video) contenant La Horde sauvage, Pat Garrett et Billy le Kid, Coups de feu dans la Sierra et Un nommé Cable Hogue[100]

### Classements et listes
En 1999, le National Film Registry, le comité de préservation du patrimoine cinématographique américain, sélectionne La Horde sauvage pour le conserver dans la Bibliothèque du Congrès en tant que film « culturellement, historiquement et esthétiquement important ».
À partir de 1998, l'American Film Institute place le film dans plusieurs de ses listes des « 100 ans de cinéma » :
- AFI's 100 Years...100 Movies en 1998 – 80e ;
- AFI's 100 Years...100 Thrills en 2001 – 69e ;
- AFI's 100 Years...100 Movies (10th Anniversary Edition) en 2007 – 79e ;
- AFI's 10 Top 10 en 2008 - 6e dans la catégorie « Western ».

Le film est également classé à la 94e place sur la liste établie en 2008 par le magazine Empire des 500 plus grands films de tous les temps.
En 2009, la Online Film & Television Association inscrit La Horde sauvage dans son Hall of Fame.

## Différentes versions et éditions en vidéo

### Les différentes versions du film
- La version européenne originale de 1969, durant 145 minutes et comportant un entracte (à la demande du distributeur et située avant l'attaque du train).
- La première version américaine originale de 1969, durant 143 minutes.
- La seconde version américaine de 1969, durant 135 minutes, le film ayant été raccourci, contre la volonté de Peckinpah, pour permettre plus de projections dans une même journée.
- La réédition de 145 minutes de 1995, identique à la version européenne de 1969 (sans l'entracte), étiquetée « director's cut ».

### Éditions en vidéo
Aux États-Unis, une version étiquetée « Director's Cut » sort le 22 août 1997 en DVD et le 25 septembre 2007 en disque Blu-ray.
En France, une édition collector double DVD sort le 28 juin 2006.
Elle comprend le film lui-même, des commentaires audio de Nick Redman, Paul Seydor, Garner Simmons et David Weddle (non sous-titrés), des scènes inédites en bonus, et trois documentaires :
- L'Ouest selon Sam Peckinpah : L'Héritage d'un hors-la-loi à Hollywood ;
- A Simple Adventure Story: Sam Peckinpah, Mexico and the Wild Bunch (extrait du documentaire de Nick Redman) ;
- The Wild Bunch, An Album in Montage de Paul Seydor.

Le film sort en version Blu-ray étiquetée « Director's Cut » le 17 septembre 2008. Les bonus et la version du film sont les mêmes que sur l'édition collector double DVD.

## Analyse

### Contexte historique

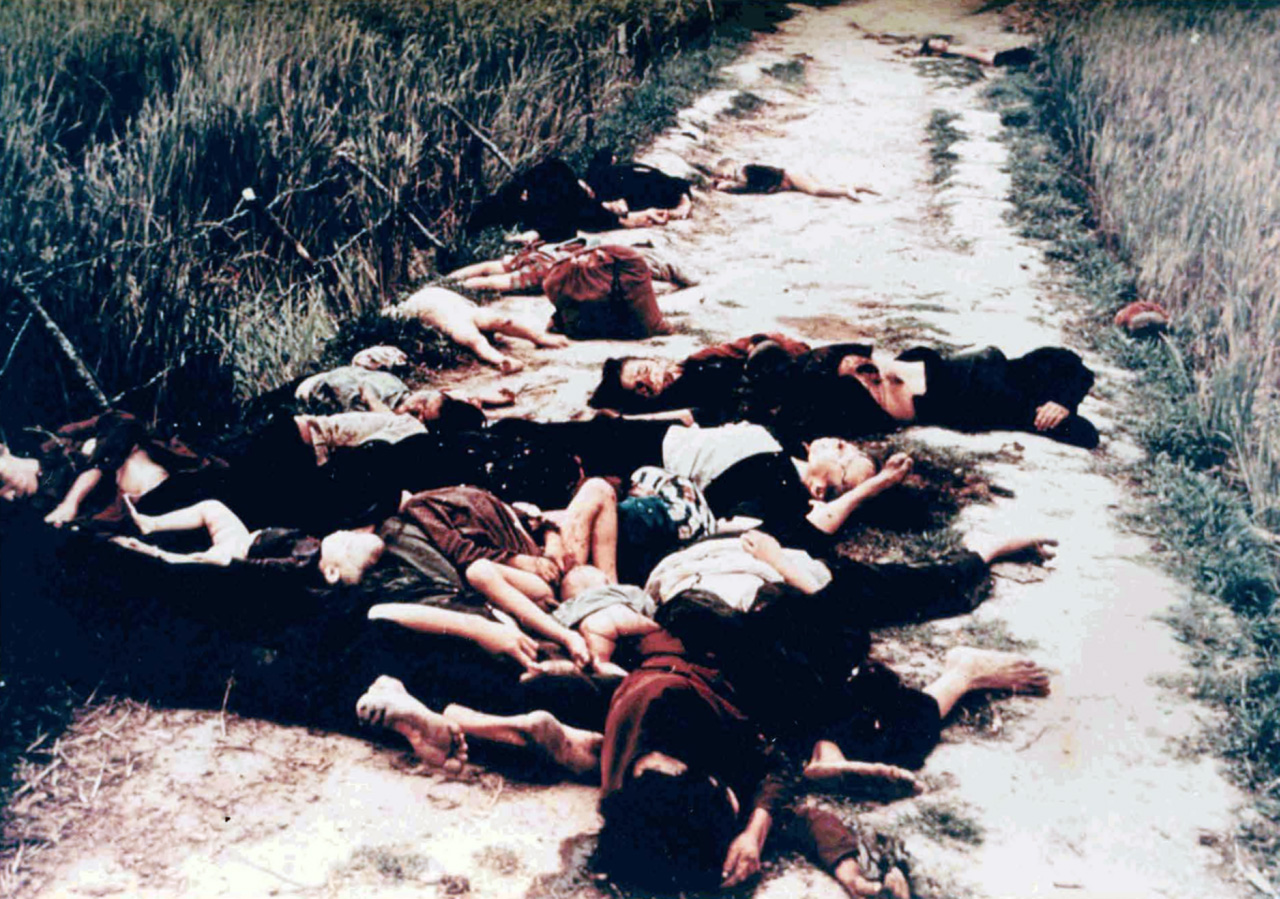
Les massacres dans La Horde sauvage rappellent les exactions commises pendant la guerre du Viêt Nam, contemporaine de la réalisation du film, comme le massacre de Mỹ Lai.

Alors que le western témoignait jusqu'alors de l'Histoire et des valeurs qui avaient constitué les États-Unis (instaurer l'ordre tout en repoussant les frontières de la colonisation, de la culture et de l'élevage), ces valeurs s'essoufflent avec la découverte de la réalité de la colonisation et du massacre des Amérindiens. Peckinpah met en scène un Ouest sale, violent et intolérant, dont les habitants sont dépeints de manière féroce et pittoresque.
Dans La Horde Sauvage, sorti en 1969, en pleine guerre du Viêt Nam, les allusions aux exactions de la colonisation sont légion. Ce n'est pas par hasard que Pike (identifié dès le générique à Peckinpah) dit : « Nous partageons très peu de sentiments avec notre gouvernement » et « Il y a des gens qui ne peuvent pas supporter d'avoir tort », Dutch répondant « par fierté ». Il ne fait aucun doute qu'il fait allusion à ceux qui continuent à soutenir l'action américaine dans une guerre qui s'enlise,. La période choisie, l'action se déroulant vers 1913, n'est pas une coïncidence : à cette époque, les États-Unis, soucieux d'élargir encore leur territoire, étaient en guerre contre le Mexique. Peckinpah décrit un Mexique mythique, allégorique et chaotique, « pré carré de l'Amérique interventionniste ». Il présente d'un côté un village verdoyant sans défense, idyllique et utopique, dévasté par la guerre (aux habitants pauvres mais nobles et purs), et de l'autre Agua Verde, désertique, violente et surarmée, corrompue, repaire de l'envahisseur à la richesse malsaine (l'argent destiné à payer les prostituées et le vol du train). Ainsi, lorsque la horde propose ses services au général Mapache, tortionnaire local, Peckinpah dénonce le soutien au dictateur, et non au peuple mexicain martyrisé. La présence auprès de Mapache de conseillers allemands rappelle que le gouvernement huertiste, à l'époque, avait effectivement reçu des armes de fournisseurs allemands.

### Une vision pessimiste et violente
Esthétiquement, on retrouve dans ce film les deux caractéristiques des films de Sam Peckinpah, les ralentis et le montage très découpé des scènes d'action, qui sont une manière d'exprimer le désordre et la violence, et non une démonstration de virtuosité. Avec La Horde sauvage, Sam Peckinpah semble entraîner le western classique vers la sortie, dans une vision pessimiste. Ce film est avant tout une épopée de la défaite, et de toutes les valeurs, de « morts qui marchent qui décident de leur fin » pour échapper à un monde qui n'est plus le leur. Sam Peckinpah montre des hommes en mouvement, mais qui n'ont nulle part où aller. Le pont détruit symbolise l'impossible retour en arrière,. Les personnages se dépouillent littéralement tout le long du film. D'abord présentés déguisés en soldats à cheval, ils chevauchent ensuite dans leurs costumes de hors-la-loi, et terminent par une dernière marche, à pied, où ils sont intègres pour la première (et dernière) fois.

« J'ai fait ce film parce que j'étais très en colère contre toute une mythologie hollywoodienne, contre une certaine manière de présenter les hors-la-loi, les criminels, contre un romantisme de la violence […]. C'est un film sur la mauvaise conscience de l'Amérique. […] La Horde sauvage est simplement ce qui arrive lorsque des tueurs vont au Mexique. L'étonnant est que vous ressentez une perte immense quand ces tueurs atteignent la dernière ligne droite. »

— Sam Peckinpah

#### Progrès et destruction
Dans La Horde sauvage, le progrès technique est synonyme de destruction et de mort. La voiture devient un instrument de torture, le train transporte des armes et l'apparition d'une mitrailleuse couronne le tout, bien loin des classiques duels au pistolet, celui de Pike restant ironiquement dans son étui lors du massacre final. L'étonnement des membres de la horde en voyant arriver une voiture est explicite : ils sont en décalage avec un monde qu'ils ne comprennent plus et dans lequel ils n'ont déjà plus leur place. L'automobile comme symbole de progrès négatif apparait aussi dans les films de Sam Peckinpah Coups de feu dans la Sierra et Un nommé Cable Hogue.

#### La violence
Chez Peckinpah la violence n'est pas un spectacle. Elle est crue, sauvage, hystérique ; les personnages sombrent dans la violence car ils n'arrivent pas à accomplir leurs desseins, dans une dialectique de convoitise et de frustration (la horde est prête à attaquer un train en échange d'or, et Angel, frustré d'avoir perdu sa compagne, la tue). Peckinpah renvoie le spectateur à « l'ambiguïté du désir » en le forçant à être témoin de la laideur de la violence,. Le cinéaste se double d'un moraliste, « contraignant le spectateur à être conscient de son goût naturel pour la violence ». Fondamentalement sceptique et anti-rousseauiste, le cinéaste ne croit pas à « l'empreinte profonde de la civilisation sur notre nature », et pour lui l'homme nait foncièrement mauvais. En fin de compte, la violence des personnages est aussi dirigée contre eux-mêmes.
Peckinpah critique tout aussi violemment la violence institutionnalisée. Ainsi la Compagnie de chemins de fer, organisme d'État (« nous représentons la loi », dit Harrigan), engage des chasseurs de primes pour protéger ses fonds, ce qui génère une boucherie et entraine la mort de citoyens innocents,, tandis que le « général » Mapache n'est qu'un bandit alcoolique en uniforme. Selon Peckinpah, « la violence est une réflexion sur la situation politique du monde d'aujourd'hui »
Peckinpah utilisait la violence comme catharsis : il croyait qu'il pourrait en purger son public en lui infligeant cette violence de manière explicite via l'écran. Par la suite, il reconnut son erreur, expliquant être troublé par le fait que son public soit venu savourer la violence de ses films au lieu d'en être horrifié,.

### Armes et sexualité

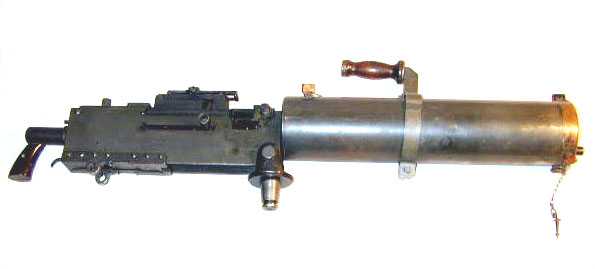
De nombreuses armes, comme cette mitrailleuse Browning 1917, jouent un rôle symbolique.

Dans La Horde sauvage, le rapport aux armes est aussi intense que la sexualité et les sentiments. Juste avant l'attaque par la horde des bureaux des Chemins de fer, au début du film, Coffer embrasse son arme dans un geste intime. Lorsque Mapache reçoit la mitrailleuse, il entame avec elle une véritable « danse de mort ». Les armes sont un moyen d'expression : lors du hold-up manqué, Pike et Deke, impuissants à se combattre, font exprès de dévier leur tir (Deke abat un musicien à côté de Pike, et Pike un des chasseurs de primes). Après le massacre final, Deke récupère soigneusement le colt de Pike, comme une relique à conserver. Enfin, lors de ce même massacre final, la mitrailleuse entraine la jouissance de ceux qui l'utilisent. Le cri de Lyle ne laisse planer aucun doute, et l'image qui la montre pointée vers le haut, Pike mort affalé derrière, est très symbolique, en contrepoint avec la scène précédente qui montrait les Gorch et Pike insatisfaits de leur nuit avec des prostituées. Les personnages trouvent ainsi la plénitude et l'extase dans un bain de sang suicidaire, associant « petite mort » (c'est-à-dire, la jouissance sexuelle) et grande mort,.
Les rapports hommes-femmes sont faussés, entre duperie et échec. En effet, la première femme à apparaître dans le film (une dame âgée que Pike heurte par inadvertance, et à qui il donne ensuite galamment le bras) sert de ruse pour entrer dans le bureau de la Compagnie de chemins de fer sans attirer l'attention. Seules les prostituées, femmes réprouvées par la société, sont accessibles à ces hommes eux-mêmes en marge. L'érotisme est présenté du point de vue masculin, et les sentiments ne sont pas étalés. Le seul amour de Pike était une femme mariée dont il a entraîné la mort. Arrivant en retard au rendez-vous fixé, il se fait gifler par sa compagne qui l'attendait depuis deux jours, avant d'être surpris par le mari de retour à l'improviste. Pike ressasse son passé, cet amour perdu pour Aurora que sa blessure à la jambe, qui n'a rien d'héroïque, lui rappelle sans cesse. Lors de la fête au village d'Angel, il refuse de danser et reste assis, le visage fermé, sans prêter la moindre attention à la jeune femme qui s'intéresse à lui. Il demande à Angel de se remettre de la perte de son amour, chose qu'il a lui-même été incapable de faire. Dans la bataille finale, Pike est aussi grièvement blessé par une prostituée qu'il avait tout d'abord épargnée, les femmes faisant preuve de la même violence que les hommes,.
Le commentaire de Don José (« pour [Angel], Teresa était une déesse, à adorer de loin, Mapache, lui, a vu qu'elle était une mangue mûre »), suggère que le jeune homme n'a jamais eu de relation sexuelle avec sa fiancée. Celle-ci a rejoint de son plein gré Mapache, qui lui propose une relation charnelle, alors qu'Angel vit un amour courtois, romantique et passionné. La jeune femme est en effet comparée à un fruit mûr à point, prêt à être cueilli, ce que Mapache a fait, la considérant comme une femme, et non comme une déesse inaccessible,. Faute de la posséder, et voyant l'objet de sa vénération perverti par l'assassin de son père, Angel assassine son ex-fiancée d'un coup de feu. Une autre lecture de la scène suggère que Teresa, tout comme Angel, a quitté le village pour une vie meilleure, et qu'elle s'est fourvoyée (en devenant une prostituée). Angel l'assassine alors car il voit en elle ses propres erreurs. Mapache, qui avait corrompu la jeune femme, n'est pas chagriné par sa mort, allant même jusqu'à chasser le cortège funèbre.

### L'enfance et la perte de l'innocence

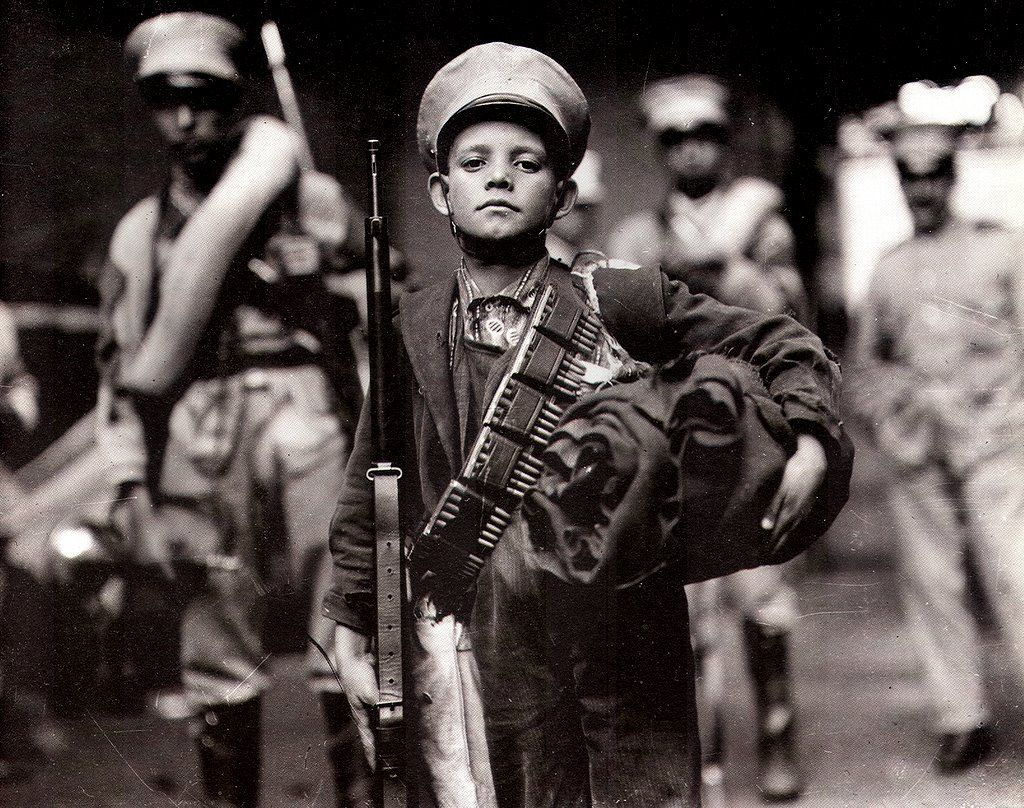
Un enfant soldat pendant la Révolution mexicaine.

Pour Peckinpah, « l'enfant est déjà un homme, et l’homme encore un enfant. » Dans la Horde sauvage, les enfants sont à la fois confrontés à la violence et acteurs de celle-ci. Les enfants rient de faire s'affronter les scorpions et les fourmis (métaphore du carnage à venir), et de mettre le feu au tout. L'innocence est en ruine, et ce drame nietzschéen se rejoue tout le long du film. Après le massacre de l'attaque ratée du bureau de la Compagnie de Chemin de fer, ils reproduisent la scène en riant et en mimant les coups de feu dans les rues.
Le premier plan de l'arrivée à Agua Verde montre une Mexicaine donnant le sein à son bébé, le torse sanglé d'une cartouchière, métaphore de la violence nourricière. Lorsque les enfants aggravent le supplice d'Angel en se jetant sur son dos alors qu'il est traîné par la voiture, « ils se montrent d'une violence digne de celle des adultes, rendue encore plus épouvantable par la clarté de ces jeunes visages sur lesquels coexistent, mêlés, l'innocence et la cruauté, la joie et la barbarie, l'idéalisme et la soif de sang. » Quand Mapache se bat contre Pancho Villa, il refuse courageusement de se mettre à l'abri, se sachant admiré par un enfant télégraphiste habillé en militaire, qui forme comme une version miniature de lui-même. C'est enfin un enfant-soldat, représentant les générations futures, qui abat Pike,.

« L'enfant est Dieu et le Diable à la fois, et en lui se trouvent mêlées la cruauté et une extrême bonté. Il suffit que les enfants soient témoins de certaines choses pour qu'ils deviennent très vite des adultes, des êtres aussi vicieux, aussi méchants que nous. […] Tout un système de morale, d'éducation nous empêche de regarder en face un certain nombre de vérités, par exemple qu'il existe déjà chez l'enfant tout ce côté sombre de l'homme. »

— Sam Peckinpah
Ce n'est que dans la parenthèse enchantée qu'est le village d'Angel que les enfants sont vraiment des enfants, innocents dans leur nature profonde, qui rient et jouent dans un décor paradisiaque. Les frères Gorch eux-mêmes, sans la moindre once de violence, s'amusent comme des enfants avec une jeune fille qui leur montre un jeu de ficelles,.
Lorsque Don José dit « Nous rêvons tous de redevenir des enfants, même les pires d'entre nous, surtout les pires », il évoque le désir profond de la horde (l'accès à la félicité), ainsi que la perte de l'innocence d'Angel, qui vient de perdre son père et son amour idéalisé.
Les adultes s'amusent de manière enfantine. Lyle joue comme un enfant à l'avant de la locomotive volée, riant et actionnant un sifflet imaginaire. La horde marche à sa perte comme si c'était un jeu, consciente, comme les enfants, « de la gravité morbide inhérente à toute forme de jeu ». De leur côté, les chasseurs de primes font semblant d'abattre Deke en mimant un revolver et en imitant le son d'un coup de feu, tout comme les enfants mimaient le carnage au début du film.

### Des animaux et des hommes

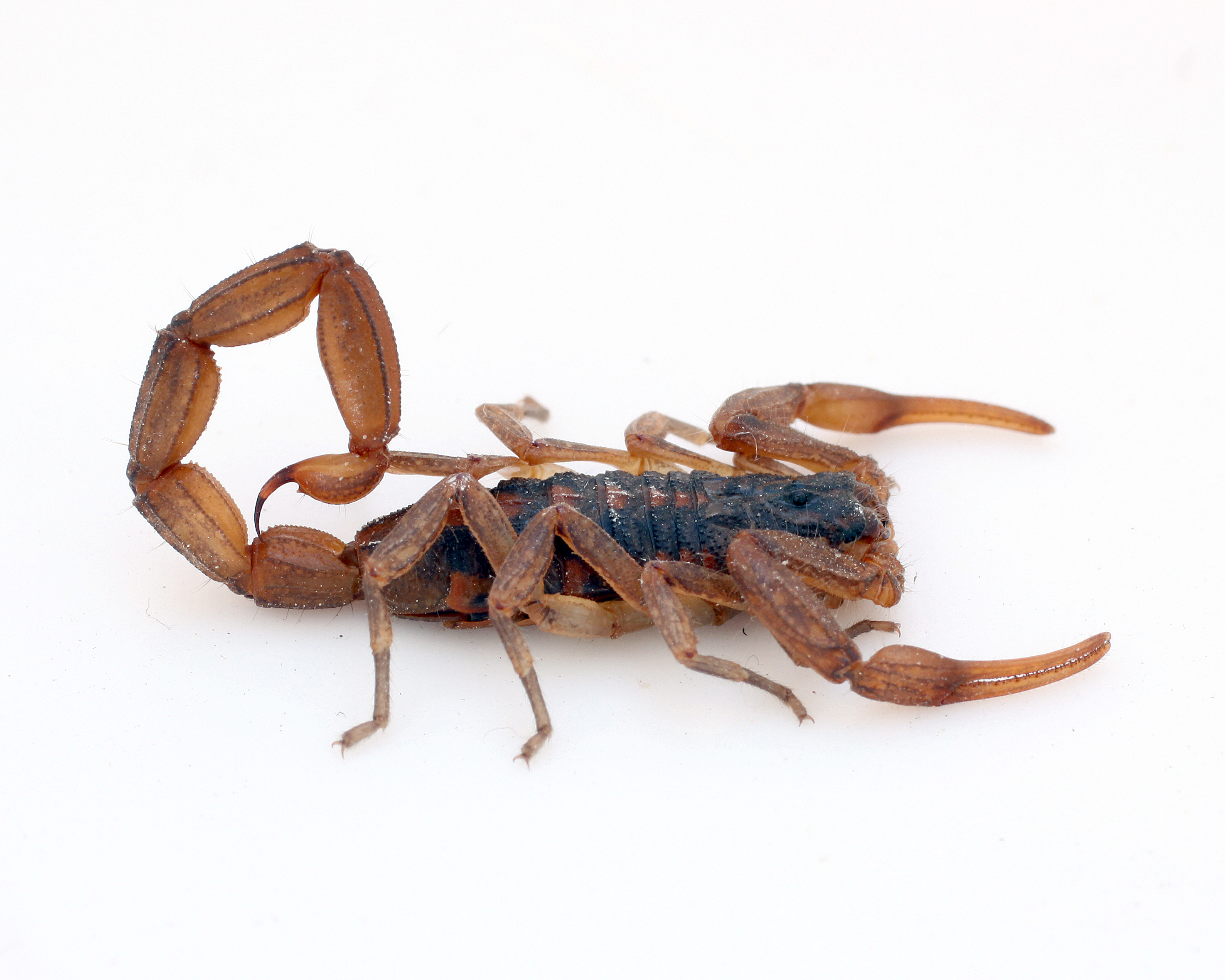
Un scorpion, symbole de la horde.

Durant le générique de début du film, la horde passe devant des enfants qui jouent à affronter des scorpions et des fourmis dans une petite arène en bois. Les scorpions se défendent comme ils peuvent, mais meurent, vaincus par la supériorité numérique de leurs adversaires. Cette métaphore renvoie plus tard à plusieurs séquences. Lorsque la horde rentre dans Agua Verde, les hommes de Pike sont filmés en plongée à travers des barreaux qui rappellent cette arène. Les enfants leur jettent des cailloux, tout comme les enfants du générique martyrisaient les scorpions avec un morceau de bois. Lorsque Herrera essaye de leur extorquer les armes, son armée est postée en hauteur dans une « arène » naturelle, et cerne la horde en contrebas. La bataille finale se déroule aussi dans un lieu clos, les hommes de Pike se battant contre une multitude de soldats, apparentant clairement la horde aux scorpions et l'armée aux fourmis,.
Ce même générique se fige en plans fixes pendant que l'action continue à se dérouler. Le nom de Robert Ryan apparait ainsi sur une image de chemin de fer, signalant non seulement l'engagement de Deke auprès de Harrigan, mais aussi que sa « voie » est déjà tracée. Son nom est aussi accolé à une image de la horde vue de dos, exactement dans une situation de poursuite, puisqu'il est littéralement derrière eux.

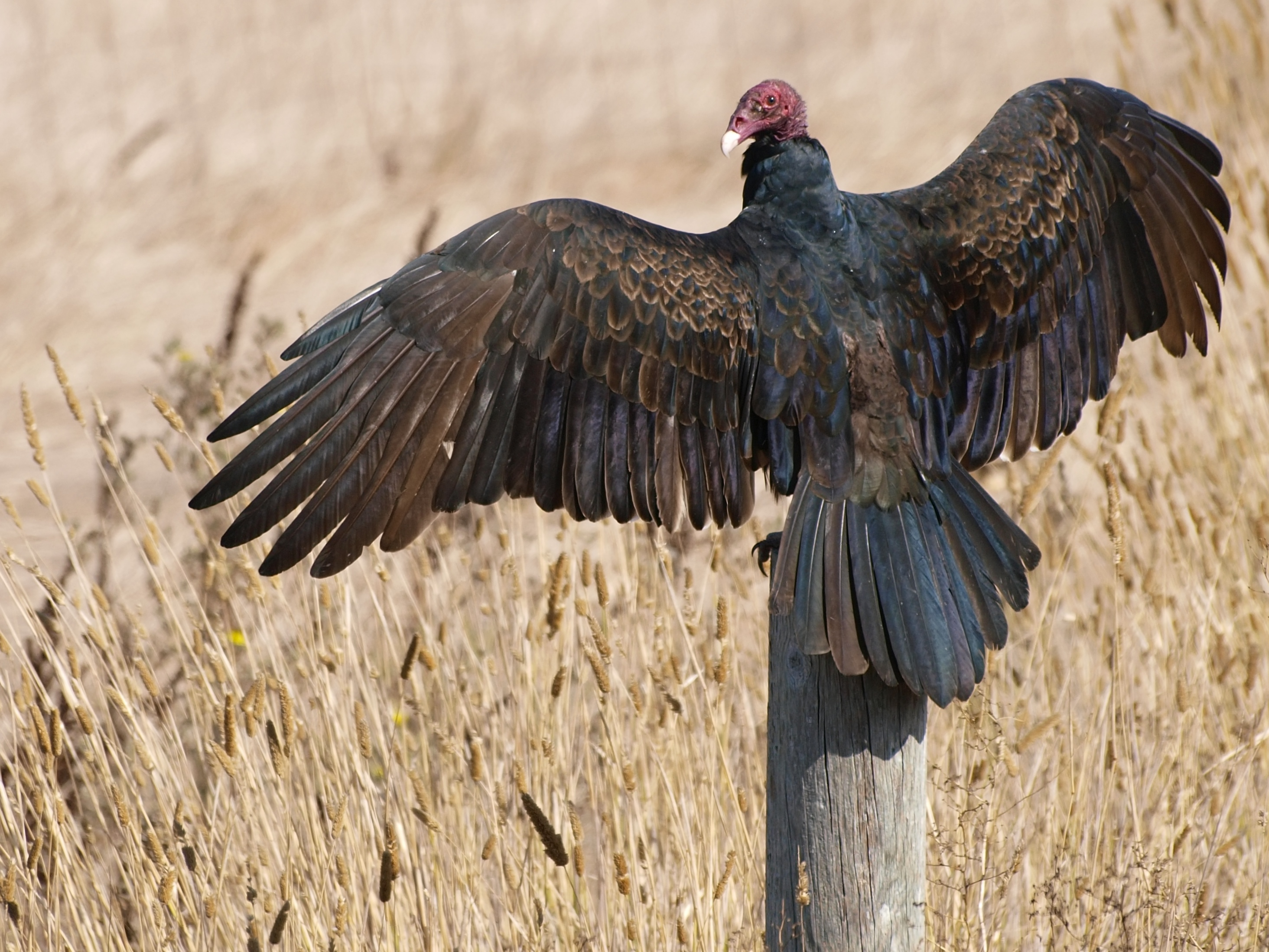
Un urubu à tête rouge, métaphore des vautours que sont les chasseurs de primes.

Les noms d'Edmond O'Brien (Sykes), Warren Oates (Lyle), Ben Johnson (Tector) et Jaime Sánchez (Angel), qui sont les « enfants » pas vraiment innocents de la horde, sont inscrits sur les visages de ceux qui s'amusent avec les scorpions et les fourmis. Les noms de Strother Martin (Coffer), L. Q. Jones (T. C.), Emilio Fernández (Mapache) et Albert Dekker (Harrigan) sont superposés aux scorpions et aux fourmis entremêlés.
Les noms de Dub Taylor (le révérend Wainscoat) et de Bo Hopkins (« Crazy » Lee) sont apposés à une image de la Ligue de tempérance, le premier la dirigeant, le deuxième en tuant certains membres. Le nom de Sam Peckinpah apparait à côté du visage de Pike, signalant que son point de vue est celui du personnage.
Avant le massacre final, Tector joue avec un petit oiseau attaché à une ficelle, montré ensuite agonisant sur le sol, ce qui rappelle le supplice d'Angel, trainé derrière la voiture de Mapache avec une corde. Enfin, après le massacre, les vautours, au sens propre (les oiseaux) comme métaphorique (les chasseurs de primes) profanent les corps.

### Le groupe et le sentiment d'appartenance
Les membres de la horde, tout comme Peckinpah lui-même, sont des « anarcho-individualistes. » Ces hommes vivent librement, car ils sont en dehors de tout système. Deke, némésis de Pike, contraint de se soumettre à la loi et de rentrer dans le rang, survit physiquement, mais son esprit est mort.
Pike est un homme fatigué, qui rêve de faire un « dernier coup » avant de se retirer. Il prêche sur l'importance d'être ensemble, et Dutch lui est fidèle jusqu'à la fin, venant mourir à ses côtés. Les frères Gorch, qui le raillaient après sa chute de cheval, et qui remettaient en cause son autorité après le désastre de Starbuck, se rallient à lui après l'attaque réussie du train (Tector scelle cette réconciliation en partageant une bouteille avec Pike). Pike est à la fois conciliant, dur et protecteur avec Angel, essayant de réfréner son désir de vengeance qui met en péril la sécurité du groupe entier (« ou tu t'en remets, ou on te laisse ici »). Il intervient aussi lors des retrouvailles entre Angel et Teresa et tente de calmer le jeune homme en l'entraînant à l'écart. Enfin, il le sauve une première fois des mains de Mapache, après l'assassinat de Teresa. Cependant, il abandonne par ailleurs plusieurs de ses hommes, et lorsqu'il décide de retourner à Agua Verde, ce n'est pas au départ pour Angel (ayant décrété que son sauvetage était impossible), mais pour échapper à Deke.
Comme le relève Adela Pineda Franco, « Angel, [lui], évolue avec la horde, mais aussi en dehors. [Et en fin de compte] il n'appartient pas complètement à la horde (qui n'a pas un regard pour son Mexique) et inversement, dans son village, personne ne connaît son lien avec la horde ». Personnage bilingue, Angel crée un lien entre la horde et son pays, le Mexique, en parlant anglais et espagnol (le seul autre personnage à parler espagnol dans la horde est Dutch, mais il ne connait visiblement que quelques mots). Son nom aussi est victime de cette double appartenance, prononcé à l'américaine par la horde, et à l'espagnole par les Mexicains. Angel demande à la horde de respecter sa famille en emmenant Pike et ses hommes dans son village, faisant passer, comme lors du vol des fusils pour Mapache, son peuple avant la horde (« Mes compatriotes, mon village, Mexico »). Mexicain avant tout, le massacre de Starbuck le laisse insensible (« ce n'étaient pas des gens de ma race »). C'est la dualité profonde entre son patriotisme et sa loyauté envers la horde et surtout Pike (« je viens avec toi, jefe »), et son incapacité à faire passer les intérêts du groupe avant les siens, qui va entrainer sa perte et celle de tout le groupe.
À l'intérieur de la horde, les frères Gorch sont inséparables, autant dans leurs actions (allant jusqu'à se partager les mêmes femmes) que dans leurs paroles (« moi et Tector on se disait que… »).
Sykes, le membre le plus âgé de la horde, est défendu par Pike qui justifie sa présence en évoquant ses faits d'armes passés. C'est un personnage qui incarne la nostalgie des temps révolus (Pike : « Il était avec Thornton et moi… »). Sykes est raillé par les autres hommes qui ne tolèrent pas sa décrépitude, son apparente inutilité et son incompétence dans tous les domaines (« aujourd'hui, il tue avec son foutu café », dit Dutch en recrachant le breuvage apparemment infâme que Sykes lui a servi). Étonnamment, c'est à lui que sont confiés les chevaux devant permettre la fuite de la horde après l'attaque de Starbuck, présageant d'emblée que celle-ci est « sans issue». Ironie de l'histoire, il sera le seul survivant de la bande,.
À l'inverse, Deke Thornton se retrouve contre son gré à faire partie d'un groupe de chasseurs de primes qu'il déteste et méprise (« ce sont des hommes que nous poursuivons, et je donnerais cher pour être avec eux ! »). Il mange à part et n'établit donc aucun lien social avec ses hommes, qu'il laisse repartir à la fin sans lui. Il sourit en entendant les coups de feu qui lui apprennent qu'ils se sont fait massacrer. Il a été brisé en prison et agit comme un zombie, revivant les souvenirs qui le liaient à Pike dans une relation ambiguë d'amitié déçue et de respect toujours intact (« il est le meilleur, il ne s'est jamais fait prendre », dit-il, à la fois admiratif et ironique, évoquant la scène du bordel où il a été fait prisonnier pendant que Pike prenait la fuite,). Après le massacre final, il reste seul, adossé à un mur, plongé encore une fois dans ses pensées, d'où le sortira Sykes pour créer une nouvelle horde de substitution, une nouvelle fratrie (« ce n'est pas comme avant, mais on fera avec », lui dit Sykes). Thornton les rejoint, non par idéologie révolutionnaire, mais parce qu'il n'a nulle part où aller.

### La trahison, l'abandon et la morale
C'est un des thèmes majeurs du film. Deke Thornton, ancien membre de la horde, travaille maintenant pour le compte de la Compagnie de chemins de fer. Il a donné sa parole à Harrigan de ramener les corps de ses anciens partenaires. L'évocation de cet acte juste après l'abandon d'Angel provoque une dispute entre Dutch et Pike (Pike : « Il a donné sa parole » Dutch : « ce qui compte, c'est à qui on la donne ! »), Dutch ne supportant pas l'absence de remise en cause, et s'interrogeant sur le principe même de la loyauté. Dutch, en dépit de sa fidélité irréductible à Pike, n'est pas d'accord non plus lorsque Pike compare la bande à Mapache (« Non Monsieur Bishop, nous, nous ne pendons personne ! ») établissant une distance entre les actes de la horde, et ceux d'un homme qui tue pour son plaisir,.
Alors que la horde s'apprête à aller attaquer le train contenant les armes qui seront utilisées contre le peuple d'Angel, les hommes se détendent dans un sauna. La caméra est sans pitié pour les corps dénudés, présentés vieillissants et meurtris. C'est à ce moment qu'Angel fait appel à leur conscience, littéralement mise à nu.

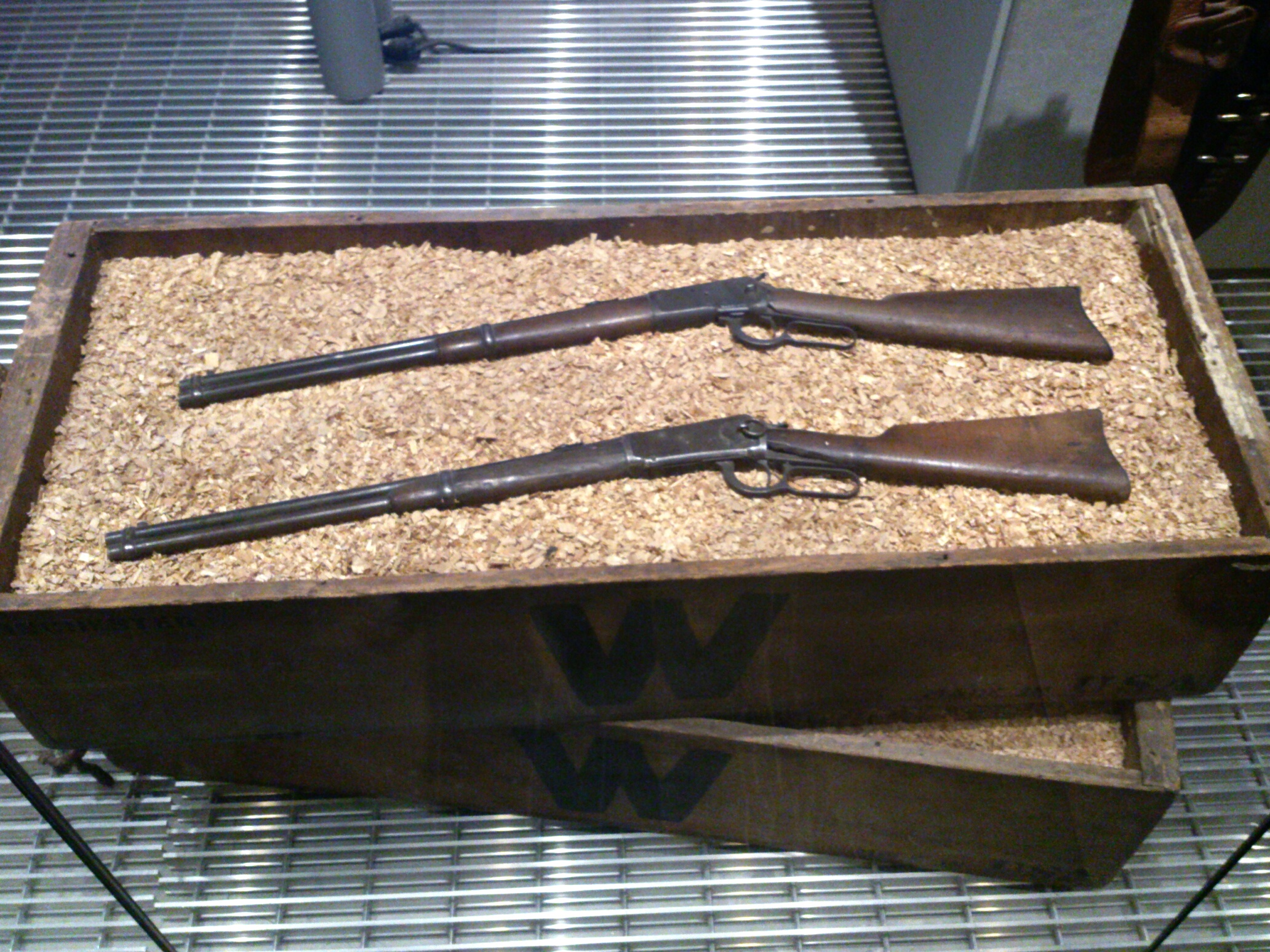
Le vol des caisses d'armes soulève une question morale au sein de la horde.

Les personnages souffrent moralement. Lorsqu'ils reviennent pour tenter de sauver Angel après l'avoir abandonné, c'est un moyen de se racheter après avoir violé leur propre code d'honneur quand ça les arrangeait. Pike a beau clamer « Il faut que l'on reste ensemble, si on abandonne ses amis, on n'est plus un homme, mais un animal », il est le premier à abandonner Clarence « Crazy » Lee lors de l'attaque de la banque, pour couvrir la fuite du reste de la horde. Plus probablement, « Crazy » Lee, par sa folie, représente un danger pour la horde. Pike n'a pas hésité non plus dans le passé à abandonner Deke Thornton pour sauver sa peau. « Être sûr, c'est mon métier », avait-il dit, inconscient du danger, à Deke. De fait, s'il fustige les gens « qui ne savent pas tirer parti de leurs erreurs », il ne prend pas les bonnes décisions. Pike décide d'abandonner dans le désert Sykes, le patriarche du groupe, qui est blessé ; Dutch trahit Angel, en l’abandonnant aux mains de Mapache. De son côté, Mapache aussi s'estime trahi par Angel, son compatriote qui a œuvré contre lui.
D'après Adela Pineda Franco, « Il faut souligner l'importance de ces membres trahis, finalement les porteurs symboliques des principes mêmes qui auraient garanti la survivance du groupe. » François Causse insiste sur le fait que « l'abandon d'Angel, martyr du groupe, seul personnage (au nom symbolique), qui incarne une forme d'intégrité » (en refusant de voler des fusils destinés à massacrer son peuple), va provoquer un revirement de la horde. Pour David Weddle, « comme celui de Lord Jim de Conrad, l'héroïsme de Pike Bishop a pour moteur le sentiment écrasant de sa culpabilité et un désir de mort désespéré ». Comme le relève aussi Jean-Philippe Costes, « leur but n’est pas de sauver un compagnon en détresse mais de mettre un terme à leurs souffrances. » Ce sacrifice n'est pas inutile, puisque ces hommes, jusque-là individualistes, se mettent de manière désintéressée au service d'une cause : la lutte contre l'oppression du pouvoir. La horde marche à la mort au nom de sa conscience, trouvant un but dans l'autodestruction. Cependant, tout en se sacrifiant pour une cause, ces hommes se transforment en machines à tuer sans pitié.

### L'alcool et le rire
Selon Michael Bliss, « l'alcool est présenté comme un moyen de rassemblement et d'unification », par exemple après le hold-up raté, et après l'attaque réussie du train. Mais les personnages tentent aussi en vain d'utiliser ce moyen pour apaiser leur chagrin ou leur anxiété. Pike qui discute avec Dutch se rend compte qu'il n'a nulle part où aller, Angel saoul rumine des idées de vengeance lorsqu'il apprend l'assassinat de son père et la tromperie de sa fiancée, enfin la culpabilité de Pike est décuplée lorsqu'il boit après sa nuit avec la prostituée. Lyle Gorch, frénétique coureur de jupons, annonce ses « fiançailles » après son séjour dans une cuve à vin avec des prostituées. Lorsque Mohr invite la horde à venir boire avec Mapache, il essaye de créer un lien qui ne prendra jamais effet. L'alcool rend aussi le général Mapache encore plus détestable, car son état symbolise sa dégénérescence despotique.
Comme l'alcool, le rire permet l'unification, désamorçant une situation tendue après le hold-up raté. Le rire, marque de l'« optimisme tragique nietzschéen », symbolise la part d'enfance de la horde. Lorsque les frères Gorch jouent au village d'Angel avec la jeune fille, ils retrouvent un rire d'enfants innocents, ce que Pike et Don José ne manquent pas de relever.
Par contraste, lorsqu'Angel est capturé et entouré par la foule d'ennemis, comme l'écrit François Causse, « leurs rires sont une promesse de souffrance et de mort »,. Toujours selon François Causse, le rire de Mapache, lorsqu'il comprend qu'Angel a voulu tuer sa fiancée infidèle, « transgresse un interdit en associant la joie à la mort ».
L'éclat de rire de Dutch avant le carnage final marque l'acceptation de la horde face à la mort à venir.
Le rire de Thornton qui rejoint la nouvelle horde est un rire de libération, il abandonne son passé et il rejoint l'état d'esprit de la horde. En écho à son rire et celui de Sykes, une série de flashbacks montre les membres de la horde après leur mort, riant lors de moments heureux de leur vie précaire, rappelant, selon Gérard Camy, qu'ils « étaient avant tout des êtres humains, et non de simples produits de l'usine à mythes qu'est la société », et, selon Fabrice Revault, qu'ils sont dans l'au-delà « réjouis du tour […] joué non seulement à la société, à l'humanité, mais encore à la vie, à l'existence ».

### La religion
Pour Sam Peckinpah, religion et violence sont indissociables. La Horde sauvage débute alors que la horde arrive dans une ville où va bientôt se dérouler un défilé de la ligue de tempérance, qui chante un cantique. Ce chant religieux confère au massacre « la dimension d'un sacrilège ». Le nom de la ville elle-même, Starbuck, est une référence au personnage pieux de Moby Dick d'Herman Melville. Lorsque Pike achève un de ses hommes blessé au visage, les frères Gorch s'indignent qu'il soit laissé sans sépulture. Dutch retire son chapeau, propose de chanter un cantique (allusion ironique au massacre qui vient de se produire), et Angel fait un signe de croix. Le chasseur de primes Coffer porte de manière blasphématoire autour du cou un énorme crucifix, où le Christ est remplacé par une balle. Lorsque Coffer arrive sur le champ de bataille où s'entassent les corps, il s'exclame que c'est le « paradis ».
Angel, l'idéaliste qui appartient au divin(« angel » signifiant « ange » en anglais), est « littéralement sacrifié sur l'autel de l'argent » et donc du matérialisme. Il est trahi par Dutch, qui accepte sa part de l'or, et repart en le laissant dans les griffes de Mapache. Selon François Causse, « Dutch apparait comme une sorte de Judas de ce Christ-là (même si c'est la dénonciatrice, la mère de Teresa, qui est traitée de Judas) ». Pike demande à Mapache de « racheter » le jeune homme, suggérant que Dutch, en abandonnant Angel et en gardant le silence sur l'implication de la horde dans le détournement des fusils, l'a effectivement vendu. Au moment d'être égorgé par Mapache, Angel écarte les bras comme s'il était crucifié.

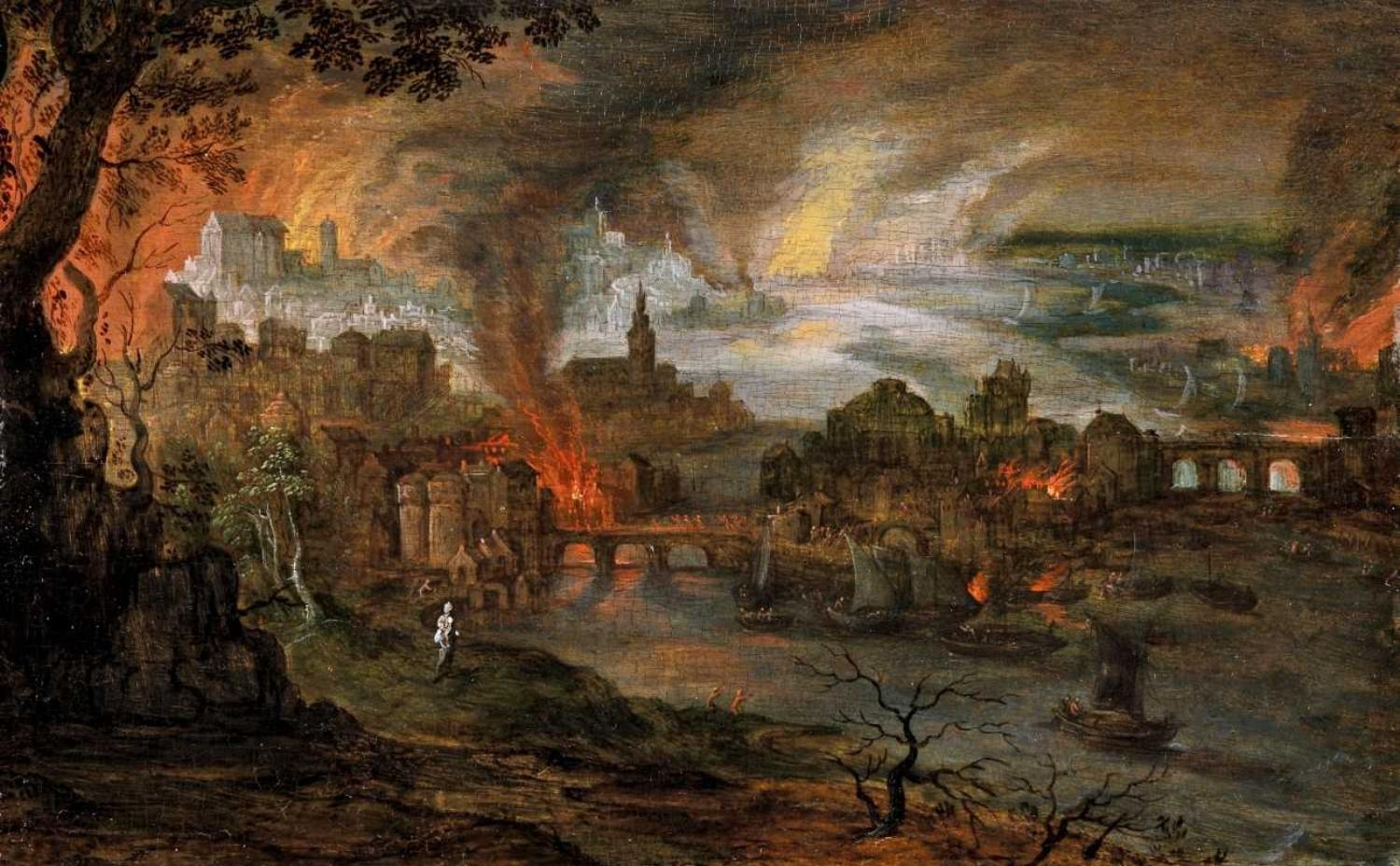
Agua Verde, ville de débauche, évoque Sodome et Gomorrhe (tableau de Pieter Schoubroeck).

La jeune prostituée à l'enfant, avec laquelle Pike passe sa dernière nuit, rappelle les représentations de la Vierge à l'Enfant, ce qui est accentué par la présence de la croix sur le mur. La même jeune femme apparaît juste avant le meurtre de Teresa par Angel, habillée d'une simple robe bleue et blanche (couleurs associées à la Vierge dans les représentations de l'Église catholique). Entre en scène Teresa, vêtue d'une onéreuse et clinquante robe blanche de satin. Selon Michael Bliss, c'est d'une « prodigieuse ironie. La jeune prostituée est réellement virginale dans sa nature authentique, alors que Teresa, qui était le symbole de la pureté incorruptible pour Angel, est devenue selon les mots de Don José « la putain de Mapache » ».
Enfin, si le village d'Angel a les apparences d'un paradis perdu, avec sa végétation luxuriante et ses villageois souriants et accueillants, Starbuck dont les habitants sont tristement vêtus de noir est une ville corsetée dans des principes moraux et religieux. Pour finir, Agua Verde, lieu froidement minéral et de débauche (Mapache et ses gradés sont présentés entourés de jeunes prostituées) évoque Sodome et Gomorrhe, villes bibliques détruites par « une pluie de feu », ici déclenchée par la mitrailleuse maniée par la horde.

### Dualité et répétition
Le film montre un affrontement entre deux bandes de Mexicains (les hommes de Mapache, corrompus, et les hommes du village d'Angel) ainsi que deux figures masculines rivales (Pike et Deke) qui dirigent deux bandes moralement opposées et composées d'associés hétéroclites, contenant chacune un couple comique aux réactions enfantines : les frères Gorch d'un côté, T. C. et Coffer de l'autre. Le film présente aussi deux personnages âgés (Don José et Sykes) et deux oppresseurs (Mapache et Harrigan). Angel, l'homme d'un seul amour, est opposé à Mapache le dépravé, qui tue deux personnes dans sa vie, l'une de manière littérale (son père) et l'autre de manière symbolique, transformant Teresa, la jeune femme pure qu'il aime, en « putain ». Deux personnages détiennent un secret mortel mais l'utilisent différemment : la mère de Teresa, qui dénonce Angel pour se venger alors que les fusils vont servir à libérer son peuple opprimé, et Angel, qui garde le silence pour ne pas impliquer le reste de la horde dans le détournement des armes.
La horde mène deux attaques, contre les bureaux du chemin de fer et contre le train. Angel est fait deux fois prisonnier par Mapache. Deux massacres ouvrent et ferment le film, le premier motivé égoïstement par l'appât du gain, le second altruiste, destiné à venger Angel et à servir son idéal révolutionnaire. La mitrailleuse est utilisée deux fois, d'abord par Mapache et ses hommes (les oppresseurs, qui ne savent pas s'en servir correctement), puis par Pike et les siens (les libérateurs, qui vont l'utiliser pour massacrer toute une armée). Il y a aussi deux triangles amoureux qui se terminent avec la mort de la femme infidèle : d'un côté la maîtresse de Pike, qui est tuée par son mari revenu par surprise ; de l'autre Teresa, qui est tuée par Angel quand il la voit dans les bras de Mapache. Les images de la scène où la horde quitte le village d'Angel, accompagnées de la chanson La Golondrina, sont aussi reprises à la toute fin, accompagnant une dernière fois la horde.

## Postérité
Voir aussi la section « Classements et listes ».

### Documentaire
La Horde Sauvage a fait l'objet d'un documentaire : The Wild Bunch: An Album in Montage (1996, 32 min 23 s) réalisé par Paul Seydor. L'origine de ce documentaire est la découverte de 72 minutes d'un film muet, en noir et blanc, montrant Peckinpah, ses acteurs et ses techniciens, dans le nord du Mexique, pendant le tournage de La Horde Sauvage. Ces images sont illustrées par la musique de Jerry Fielding. Elles sont commentées par Nick Redman, qui est le narrateur, et Ed Harris, qui parle pour Sam Peckinpah. Le documentaire alterne les séquences extraites du film et celles qui correspondent au tournage de la scène, en commençant par la fin, lorsque la horde veut récupérer Angel. Il dévoile le maquillage de Jaime Sánchez, la direction des acteurs et la mise en place improvisée de la marche par Peckinpah. Est aussi montré, entre autres, le tournage de l'explosion du pont, avec la logistique de cette scène dangereuse à réaliser. Ce documentaire a été nommé en 1997 aux Oscars du cinéma dans la catégorie du meilleur court métrage documentaire (Paul Seydor, Nick Redman) et aux American Cinema Editors dans la catégorie « Meilleur montage pour un film documentaire » (Paul Seydor). Toujours en 1997, il a gagné le prix du meilleur court métrage documentaire au festival international du film de Chicago (Paul Seydor).

### Culture populaire
- Dans le film Mon nom est Personne (1973) de Tonino Valerii, Jack Beauregard doit affronter à lui tout seul « la horde sauvage ». Le nom de Sam Peckinpah apparaît sur une croix dans la scène du cimetière entre Personne et Jack Beauregard[205].
- Dans la comédie de John Landis Trois amigos ! (1986), Alfonso Arau parodie son personnage de méchant de La Horde sauvage[206].
- Dans la série télévisée Buffy contre les vampires, diffusée à partir de 1997, de nombreux personnages portent des noms en référence au film. Ainsi on peut y voir Angel, mais aussi, dans un épisode appelé Œufs surprises, les frères Lyle et Tector Gorch. Dans le film Buffy, tueuse de vampires se trouve aussi un personnage appelé Pike[207].
- En 1997, le groupe Primal Scream rend hommage à La Horde sauvage et à Sam Peckinpah (auquel le disque est dédié) sur l'album Vanishing Point, à travers un morceau nommé If they Move… Kill'Em (« s'ils bougent, tuez-les »), qui est la phrase prononcée par Pike Bishop lorsqu'il rentre dans les bureaux de la Compagnie de chemins de fer[208],[209].
- En 2001, l'artiste américain Cameron McNall installe à Hollywood, sur le toit d'un immeuble de Cahuenga Boulevard, quatre silhouettes géantes en métal représentant Pike, Dutch, Lyle et Tector dans leur dernière marche pour réclamer Angel[210],[211].
- La société française de production et de distribution de films Wild Bunch, créée en 2002, tire son nom du western de Sam Peckinpah[212].
- Le dessinateur Blutch, dans sa bande dessinée Pour en finir avec le cinéma (parue en 2011), cite La Horde sauvage et énumère les noms de tous les acteurs principaux du film[213],[214].
- Le dessinateur Jean Giraud dit s'être inspiré de La Horde sauvage pour sa série Blueberry[215].
- L'affiche la plus célèbre du film, représentant les hommes s'avançant vers le soleil couchant, est régulièrement parodiée et détournée[216],[217],[218],[219].

### Influence
La Horde sauvage a inspiré nombre de réalisateurs, dont Quentin Tarantino, Martin Scorsese, Francis Ford Coppola et John Woo, en modifiant radicalement la représentation de la violence à l'écran, représentant, telles les images de la guerre du Viêt Nam diffusées alors à la télévision, des corps mourants tombant dans les flots de sang créés par les impacts de balles.
- John Woo loue Sam Peckinpah et La Horde sauvage : « c'est de lui […] que me vient toute l'esthétique des ralentis. Ses films sont très visuels ; il ne se servait pas beaucoup des dialogues pour raconter ses histoires. Nous partageons la même approche, la même solitude. Nous sommes incompris par la majorité des gens[222] ».

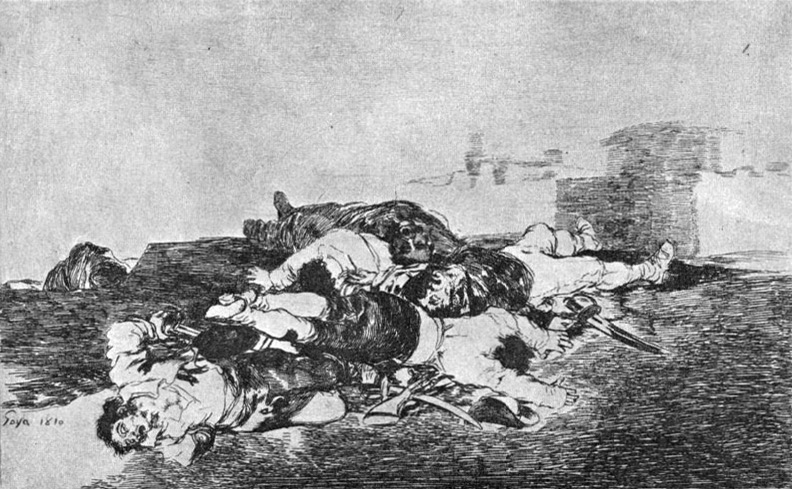
Kathryn Bigelow compare Sam Peckinpah à Goya dans sa série des Désastres de la guerre.

- Kathryn Bigelow cite La Horde sauvage comme l'inspiration majeure de son œuvre : « En regardant les jeux de lumière du projecteur sur l'écran, j’ai eu le souffle coupé, j’ai été transformée. Comme Goya dans sa série des Désastres de la guerre employait la gravure pour dévoiler les aspects les plus sombres de la nature humaine, Peckinpah grave l’écran, l’inonde de sang pour éclairer son sujet. Son sujet, c’est l’honneur, ce n’est pas la violence[223] ».
- Joel et Ethan Coen évoquent La Horde sauvage comme source d'inspiration pour leur western True Grit : « On l'aime comme tous les autres films de Sam Peckinpah. On n'est pas forcément fan de ses ralentis, mais on adore son esthétique et ses choix d'acteurs, Warren Oates en tête. Notre chef opérateur, Roger Deakins, est également un dingue de Peckinpah. Sur No Country for Old Men, on a pensé à lui du début à la fin. Et s'il avait réalisé Cent dollars pour un shérif à la place de La Horde sauvage (les deux sont sortis la même année), sa version aurait été beaucoup plus âpre, plus proche du roman. Et nous n'aurions pas eu grand-chose à apporter de nouveau[224] ».
- Le film Extrême Préjudice de Walter Hill (qui collabora avec Peckinpah pour Guet-apens), s'inspire de La Horde Sauvage par son décor de western, le thème des anciens amis devenus rivaux, son utilisation de ralentis et sa mise en scène de la violence[225].
- En France le film La Horde, de Yannick Dahan et de Benjamin Rocher, dont le titre fait référence à La Horde sauvage, comporte des scènes filmées dans l'esprit de Peckinpah[226].
- Le jeu vidéo Red Dead Redemption se déroule dans une ambiance de western crépusculaire. Son personnage principal est un ancien hors-la-loi qui doit arrêter les anciens membres de son gang[227]. Le colonel Agustin Allende rappelle aussi, graphiquement et par ses mœurs, Mapache[228].

### Projet deremake
En janvier 2011, la compagnie Warner Bros. proclame la mise en chantier d'un remake de La Horde Sauvage, mais le projet est suspendu par la mort en 2012 de Tony Scott, qui devait initialement le réaliser. En 2013, Will Smith annonce reprendre le projet, qu'il réalisera, produira et dans lequel il jouera, sans qu'aucune date de sortie ne soit précisée. L'action du film se situera à l'époque contemporaine. En 2018, Mel Gibson est cette fois évoqué pour mettre en scène ce projet.